# Toyota Corolla
A Toyota Corolla egy kompakt személyautó, amelyet a japán Toyota Motor Corporation készít 1966 óta. Összesen 12 generációja van. A világ legnagyobb példányszámban eladott autója. Ma már hibrid modellek is kaphatóak belőlük.

## Története
A Toyota Corolla a világ legnagyobb darabszámban eladott autója. Összesen 44 milliót adtak el belőle.

## Az első generáció (E10; 1966–1970)

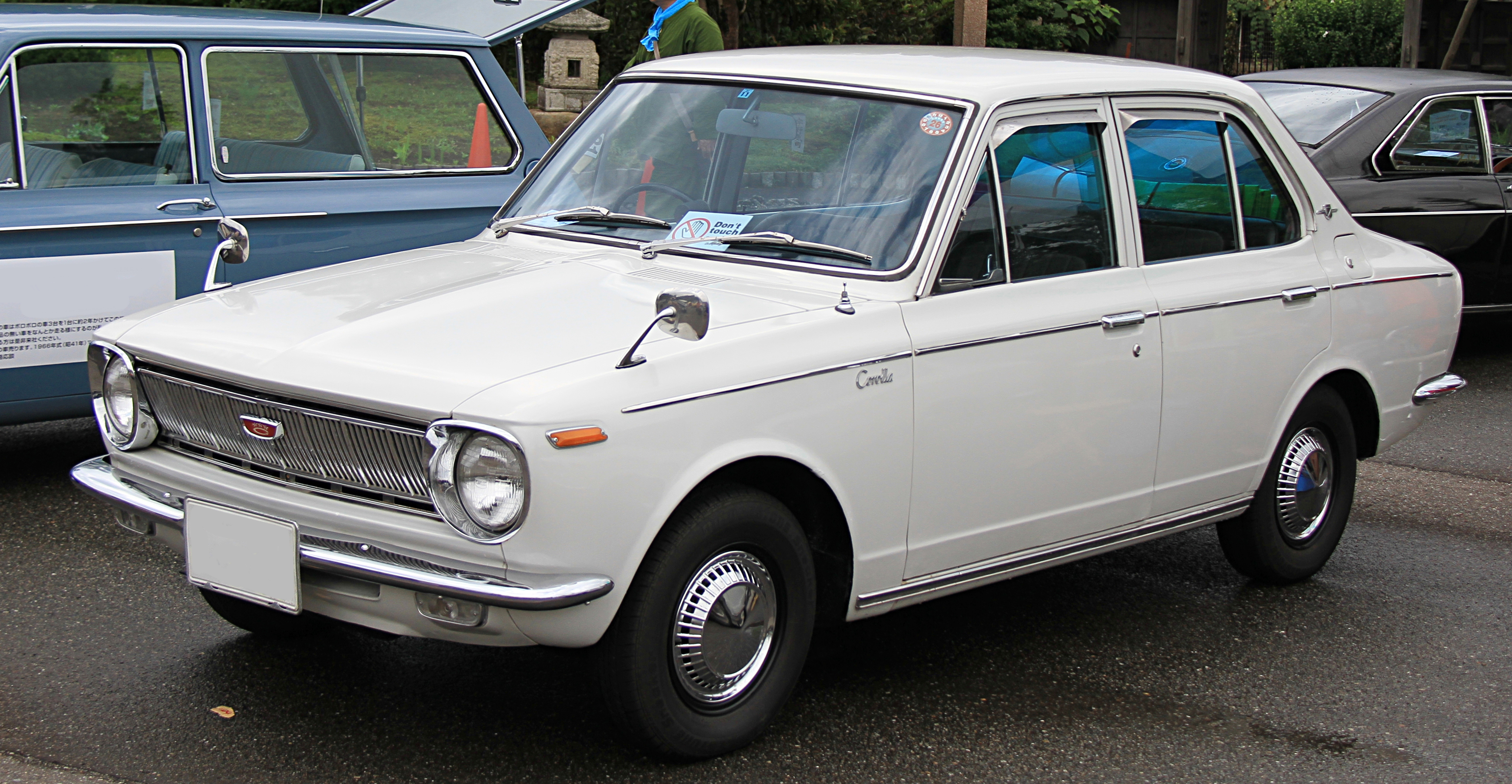
Első generációs Toyota Corolla

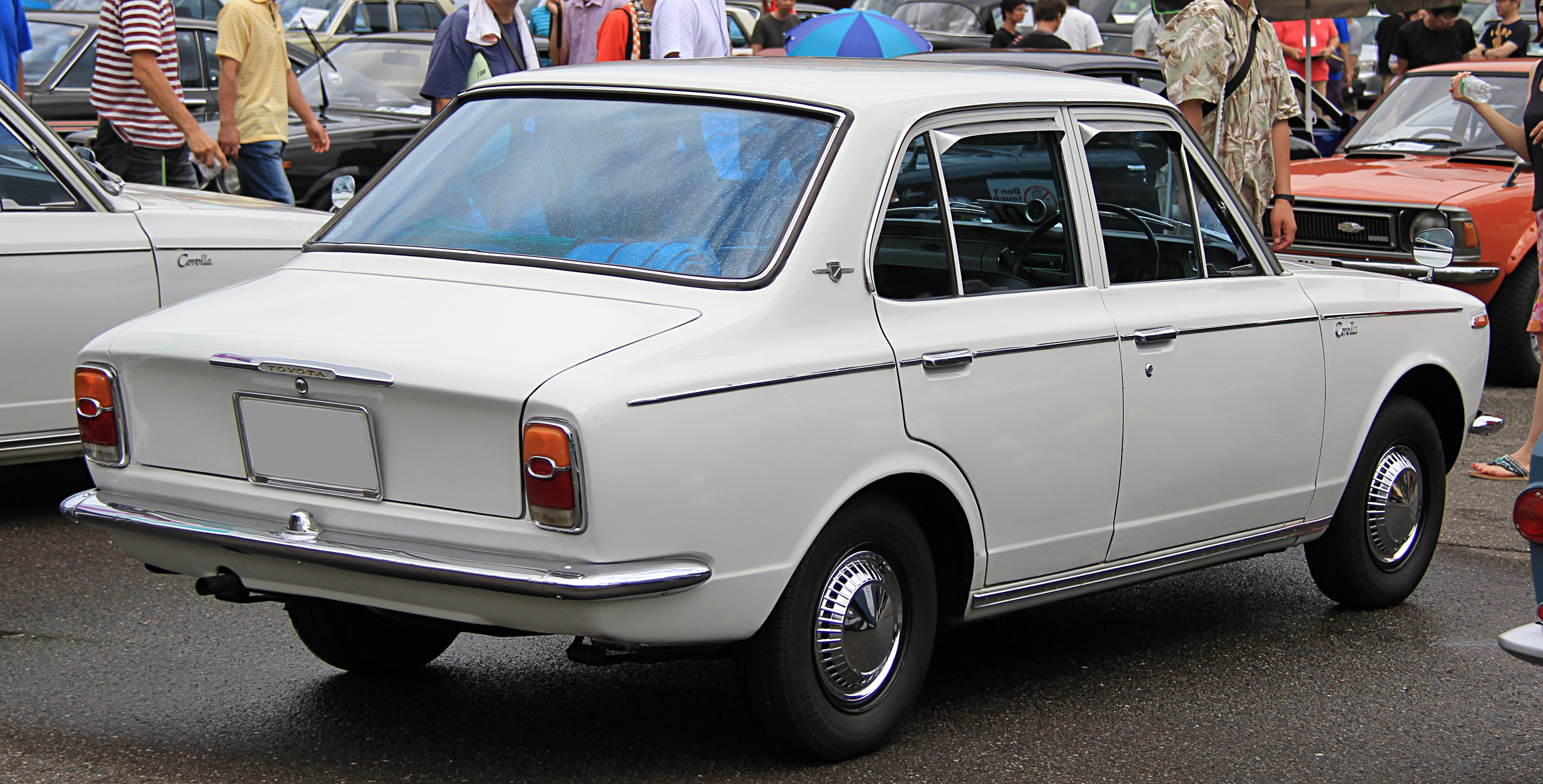
Első generációs Toyota Corolla

Az E10-es Corollát 1966 novemberében leplezték le, az új 1100 cc K pushrod motorral együtt. A Corolla Sprinter 1968-ban gyorsított változatként került bevezetésre, és kizárólagosan a Toyota Toyota márkakereskedő kiskereskedelmi üzletében, a Toyota Auto Store-nak.

## A második generáció (E20; 1970–1974)

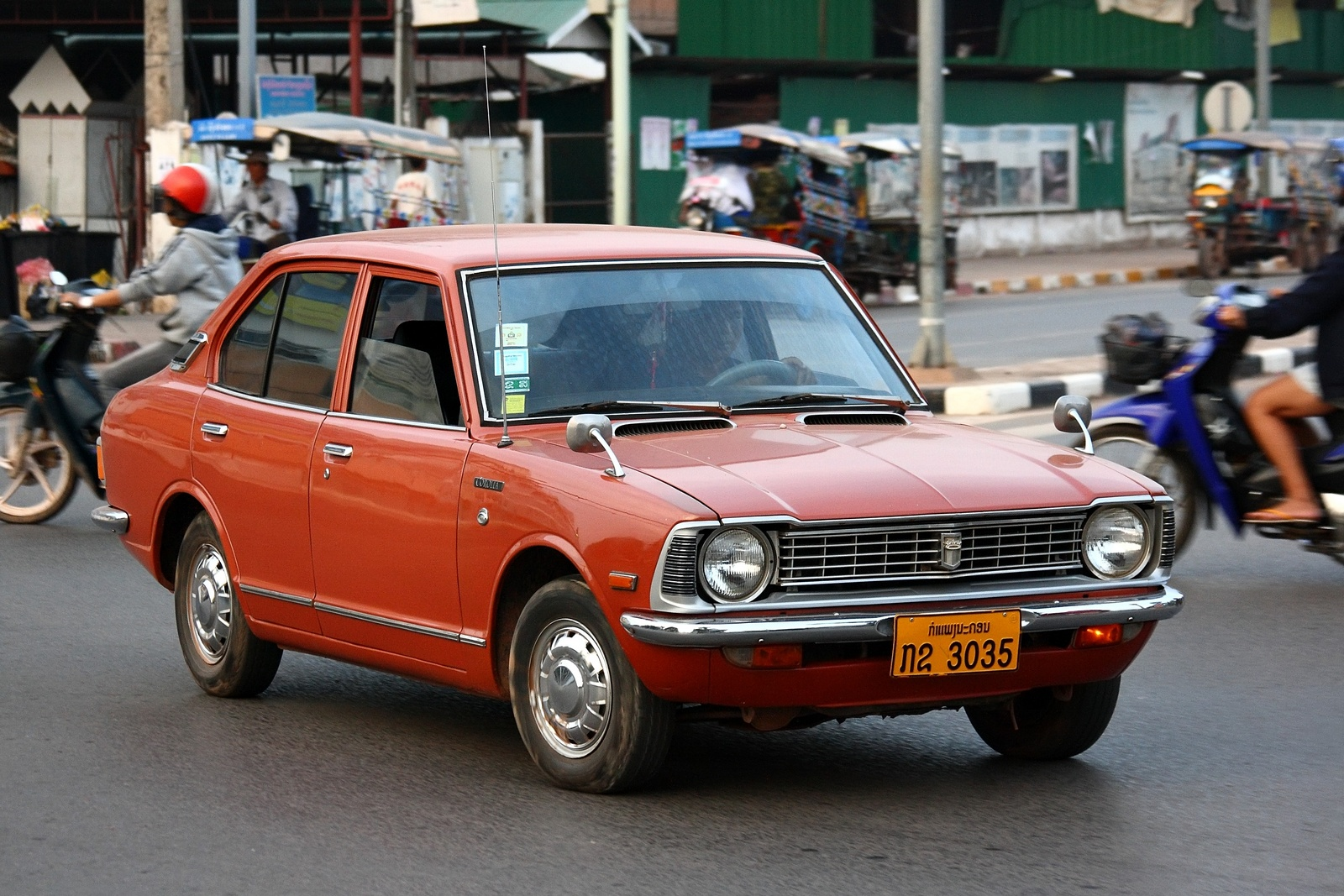
Második generációs Toyota Corolla

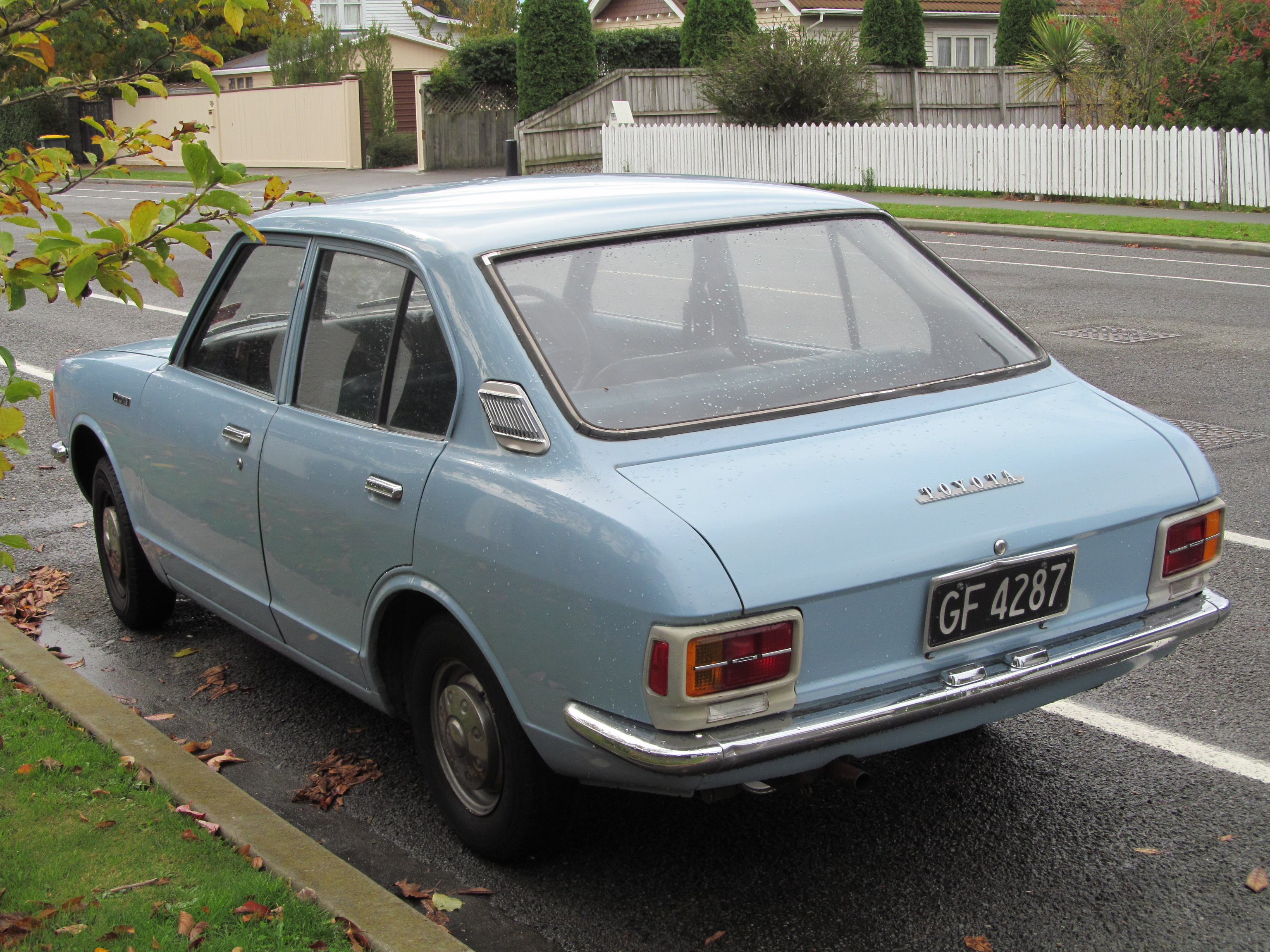
Második generációs Toyota Corolla

1970 májusában az E20-at egy lekerekített testtel újrarendezték. A most egymást kölcsönösen kizáró Corolla és Sprinter neveket használták, hogy megkülönböztessék két, enyhén eltérő fémlemez-kezelést. A Corolla Levin és a Sprinter Trueno neveket a Corolla és a Sprinter fokozott teljesítményű változataként mutatták be, amikor a 2T motor dupla vezérműtengelyes verzióját 1972 márciusában vezették be (TE27).
1970 szeptemberében az 1400 cc T és 1600 cc 2T OHV motorokat adták hozzá.
Ausztráliában csak a 3K-os, kétajtós KE20 volt, mint szedán és kocsi / panelvagon. A fékek egyetlen rendszer nélkül voltak, az elülső és a hátsó dobon szilárd tárcsák voltak. Elülső lengéscsillapító, de nincs hátsó lengéscsillapító. Az alkatrészek nem kompatibilisek a későbbi modellekkel.
Az NZ-ben a 4 ajtós KE20 volt elérhető.
A legtöbb gyártó leállította a gyártást 1974 júliusában, de a KE26 kocsit és furgont továbbra is Japánban forgalmazták az új 30-as sorozat mellett, míg a termelés végül 1978 májusában véget ért.

## A harmadik generáció (E30, E40, E50, E60; 1974–1979)

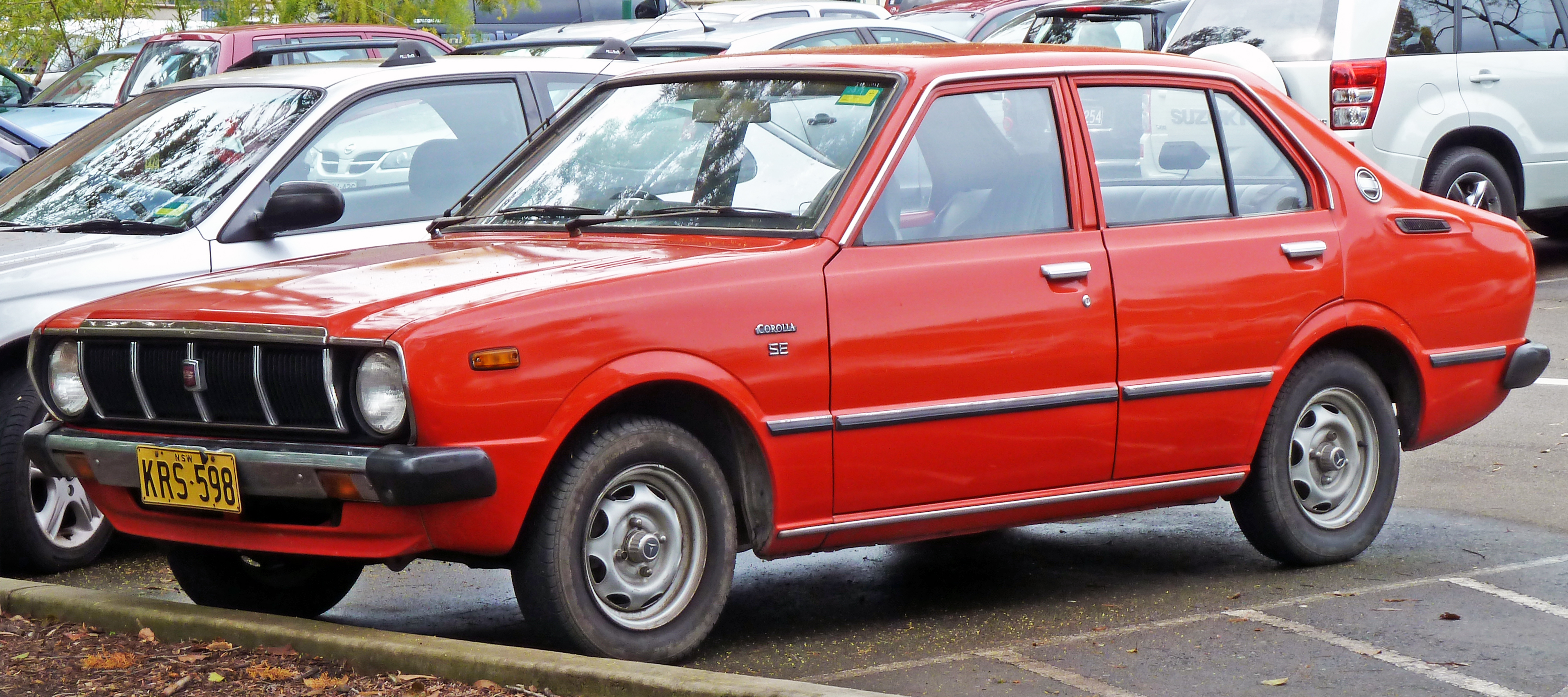
Harmadik generációs Toyota Corolla

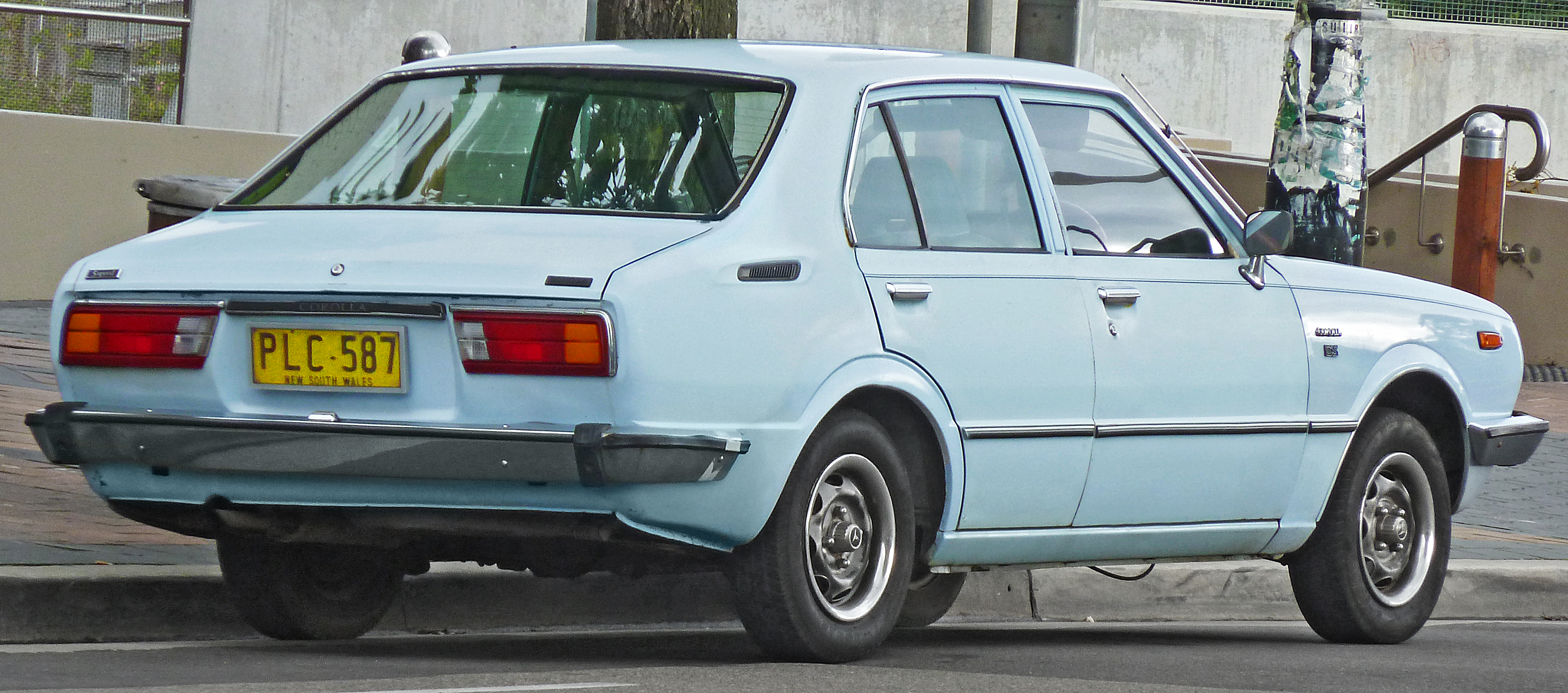
Harmadik generációs Toyota Corolla

1974 áprilisában egyre több, nagyobb és nehezebb Corollát és Sprintert hoztak. A tartományt két ajtós felnyitással egészítették ki . A Corollák E30 kódokat kaptak, míg a Sprinterek E40 kódokat kaptak. Egy 1976-os felvonáskor a legtöbb Corolla E30 típust az E50-es modellekkel helyettesítették, és a legtöbb Sprinter E40 modelleket egyenértékű E60 modellekkel váltotta fel. Az E30 Corolla reteszelő első biztonsági övekkel volt ellátva.
Ausztráliában a KE3x 4 ajtós szedán, 2 ajtós szedán, 2 ajtós furgon (KE36) és 4 kocsi (KE38) volt. Mindegyiknek 3K motorja volt, és K40 kézi sebességváltó vagy 3 sebességes automata. A sprinterek nem voltak elérhetők. Később a KE5x modellek 4 ajtós szedán vagy 2 ajtós kupé (4 pillér nélküli kivitel) 4K motorral kaphatók. A KE55 50 kg-nál nehezebb volt az ajtók oldalvédelmének növelése miatt, de a testfém és a varratzárás változásai miatt rozsdásodnak. Később a KE55 műanyag végű lökhárító rudakat is használt, szemben az előző modellek összes króm lökhárítójával, de először egy hátsó elülső rúddal volt felszerelve.

## A negyedik generáció (E70; 1979–1983)

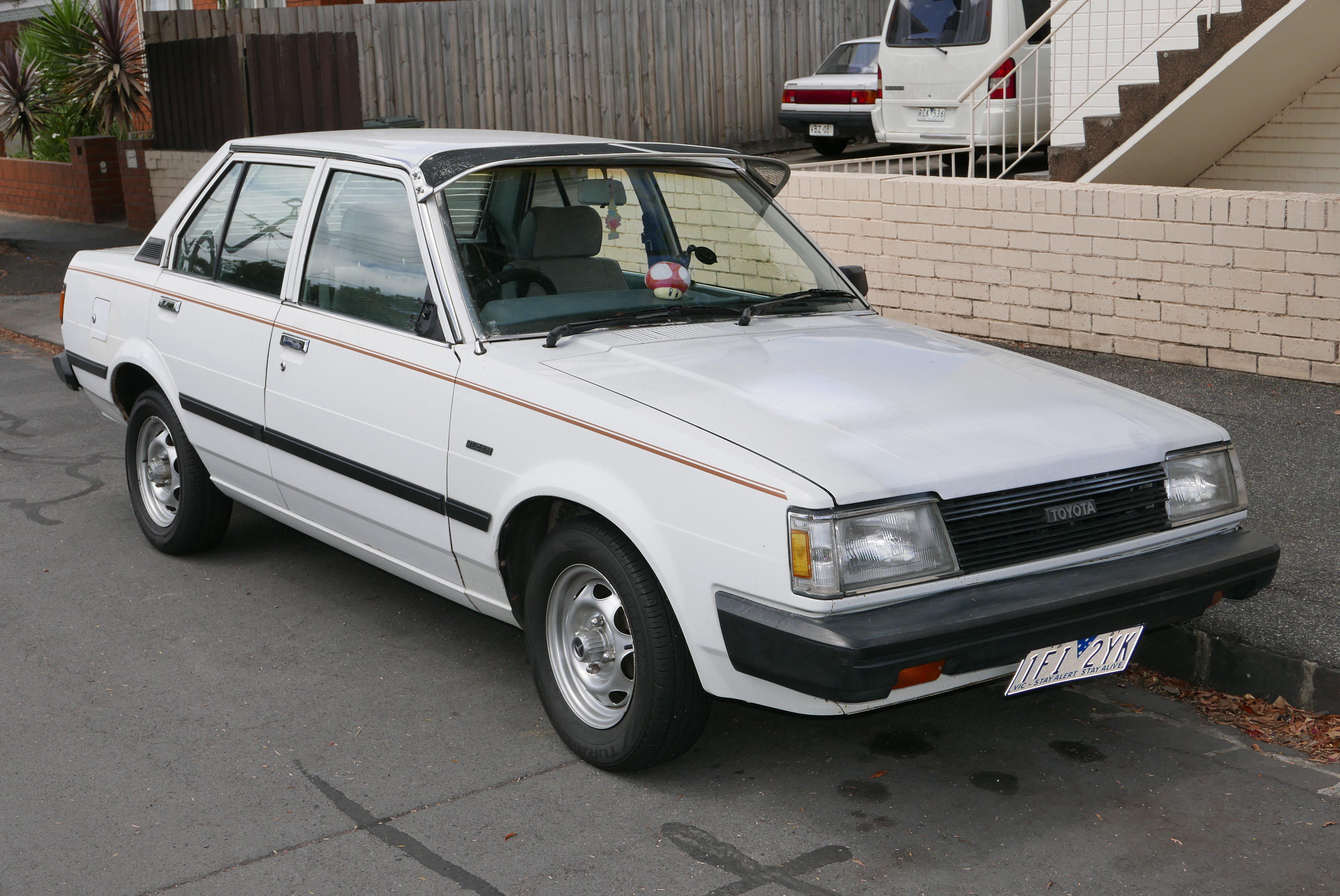
Negyedik generációs Toyota Corolla

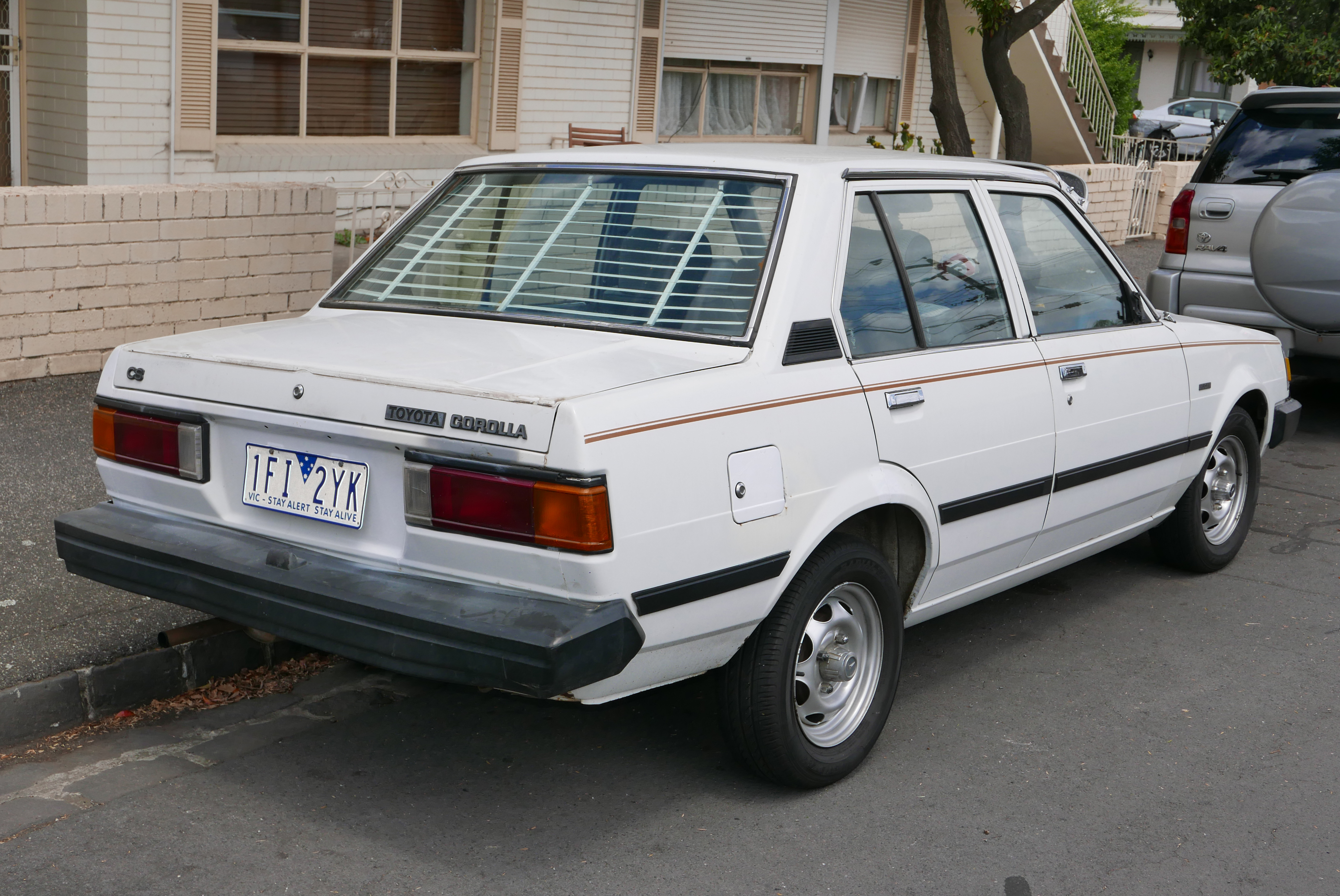
Negyedik generációs Toyota Corolla

A nagy restyle 1979 márciusában négyszögletes kivitelű. A Corollas egyszerűbb kezelést nyújtott a grill, a fényszórók és a hátsó lámpák számára, miközben a Sprinter kissé összetettebb, faragott kezelést alkalmazott. Az új A sorozatú motorokat futó változásként hozzáadták a tartományhoz. Ez volt az utolsó modell a K "hicam" és a T sorozatú motorok használatára. Az üzemanyag-befecskendezés többletköltség-opcióként került bevezetésre a japán piacon.

## Az ötödik generáció (E80; 1983–1987)

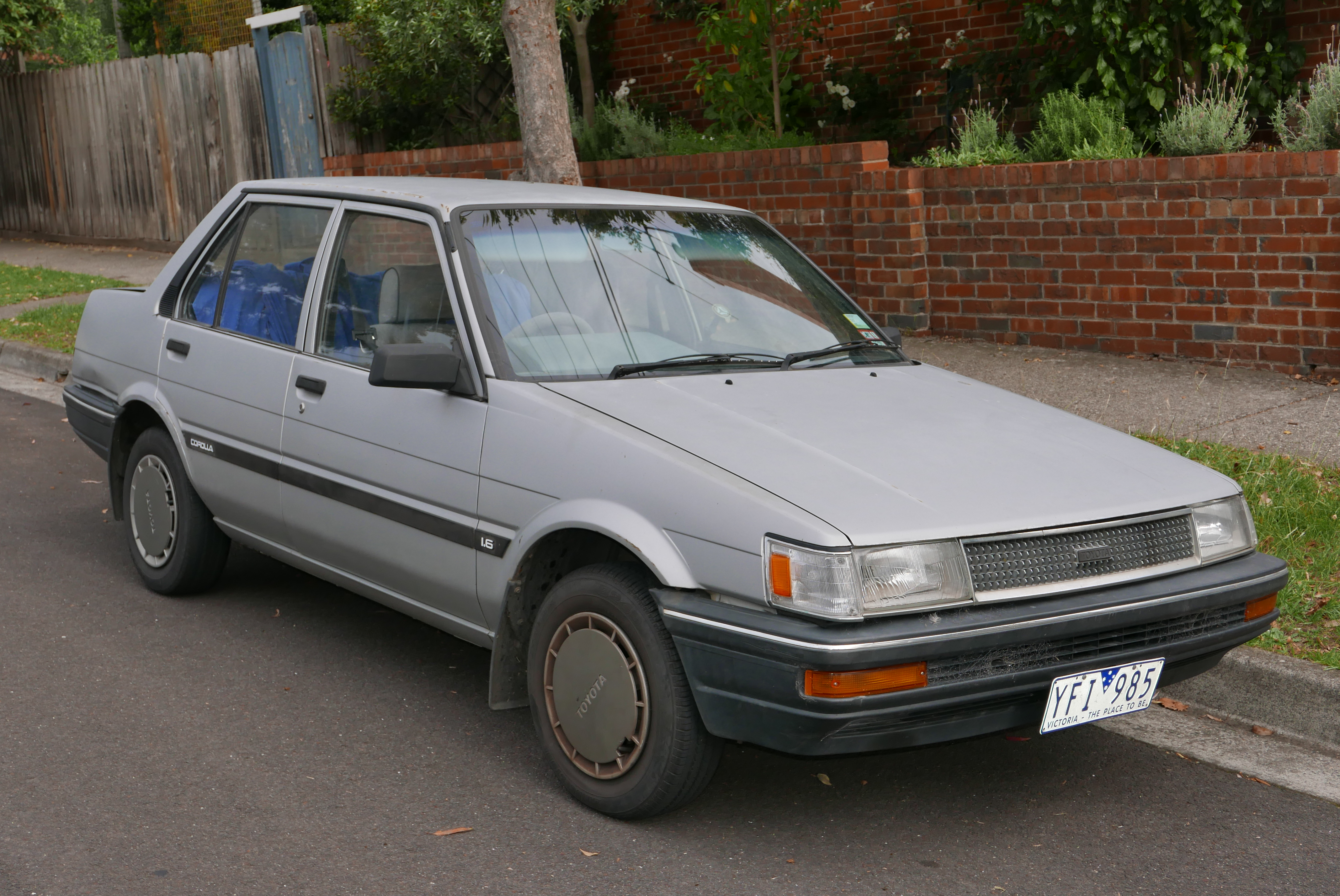
Ötödik generációs Toyota Corolla

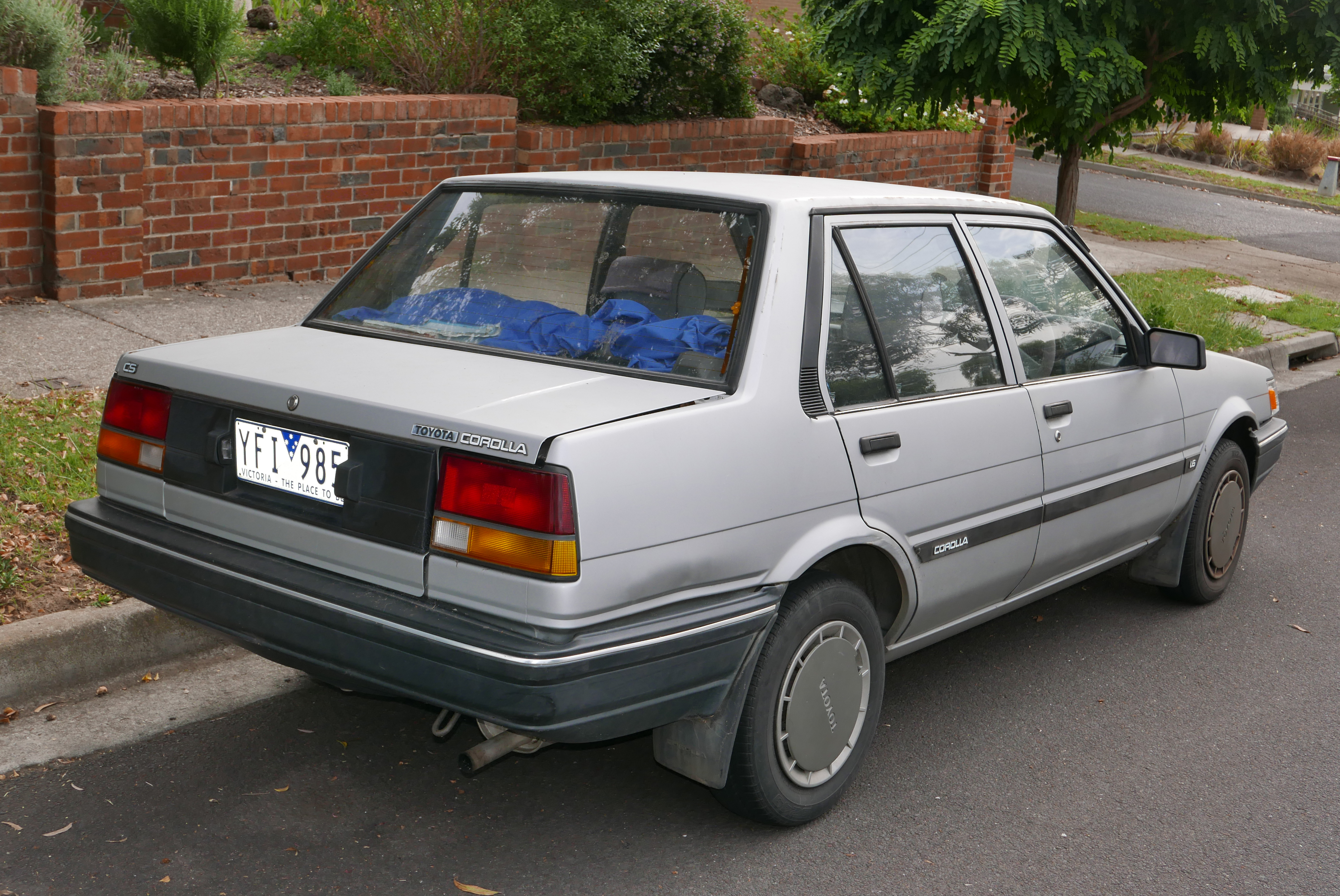
Ötödik generációs Toyota Corolla

A lejtős első motorháztetőt és egy modern éles, éles, szegély nélküli stílust hoztak létre 1983. májusában. Az új 1839 cc 1C dízelmotort az E80-as sorozathoz adták. 1985-től az újracsíkos E80 Sprintert az Egyesült Államokban értékesítették az ötödik generációs Chevrolet Nova-nak . Az üzemanyag-befecskendezés többletköltség-opcióként került bevezetésre nemzetközi szinten.
A legtöbb modell mostantól az első kerék meghajtót használta, kivéve az AE85 és AE86 típusokat , amelyek az utolsó Corollas a hátsó kerék meghajtóként vagy az FR elrendezésben voltak. Az AE85 és AE86 alvázkódokat a Sprinterre (beleértve a Sprinter Trueno-t is) használták. A Sprinter közel azonos volt a Corolla-val, amely csak kisebb testformázási változásokkal, például felugró fényszórókkal különbözött.

## A hatodik generáció (E90; 1987–1991)

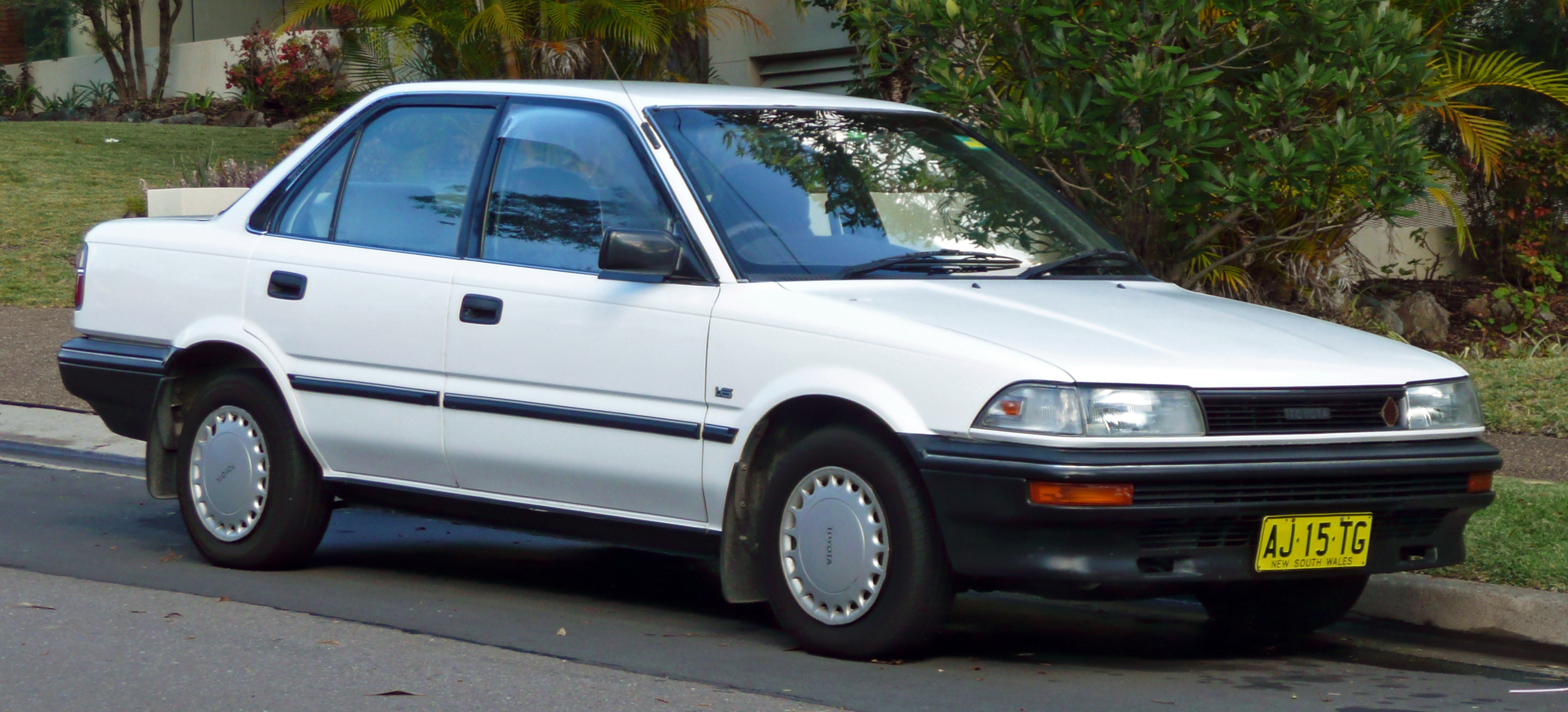
Hatodik generációs Toyota Corolla

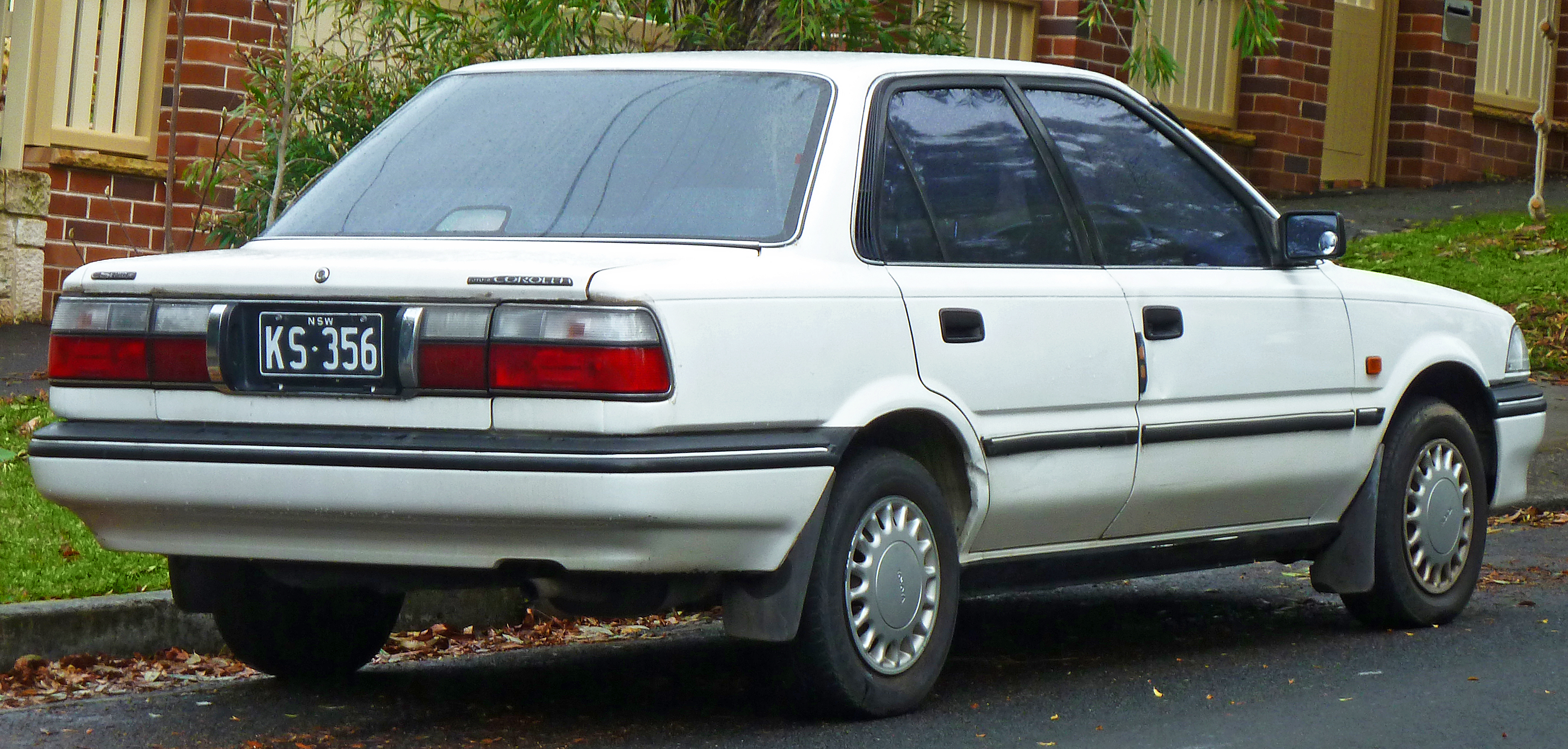
Hatodik generációs Toyota Corolla

Egy kissé lekerekített és aerodinamikus stílust alkalmaztak az 1987-ben bevezetett E90-re. Összességében ez a nemzedék finomabb érzete van, mint a régebbi Corollák és más régebbi alkategóriák. A legtöbb modell most már elülső kerék meghajtású volt , néhány AWD All-Trac modell mellett. Számos motort használtak a kárpitozási szintek és modellek széles skáláján, az 1,3 literes 2E- tól a 165 lóerős (123 kW) 4A-GZE feltöltésig . Az Egyesült Államokban az E90 Sprintert a Toyota Sprinter és a Geo Prizm egyaránt építették és értékesítették . Ausztráliában az E90 Corollát mind a Toyota Corolla, mind a Holden Nova építették és értékesítették.

## A hetedik generáció (E100; 1991–1995)

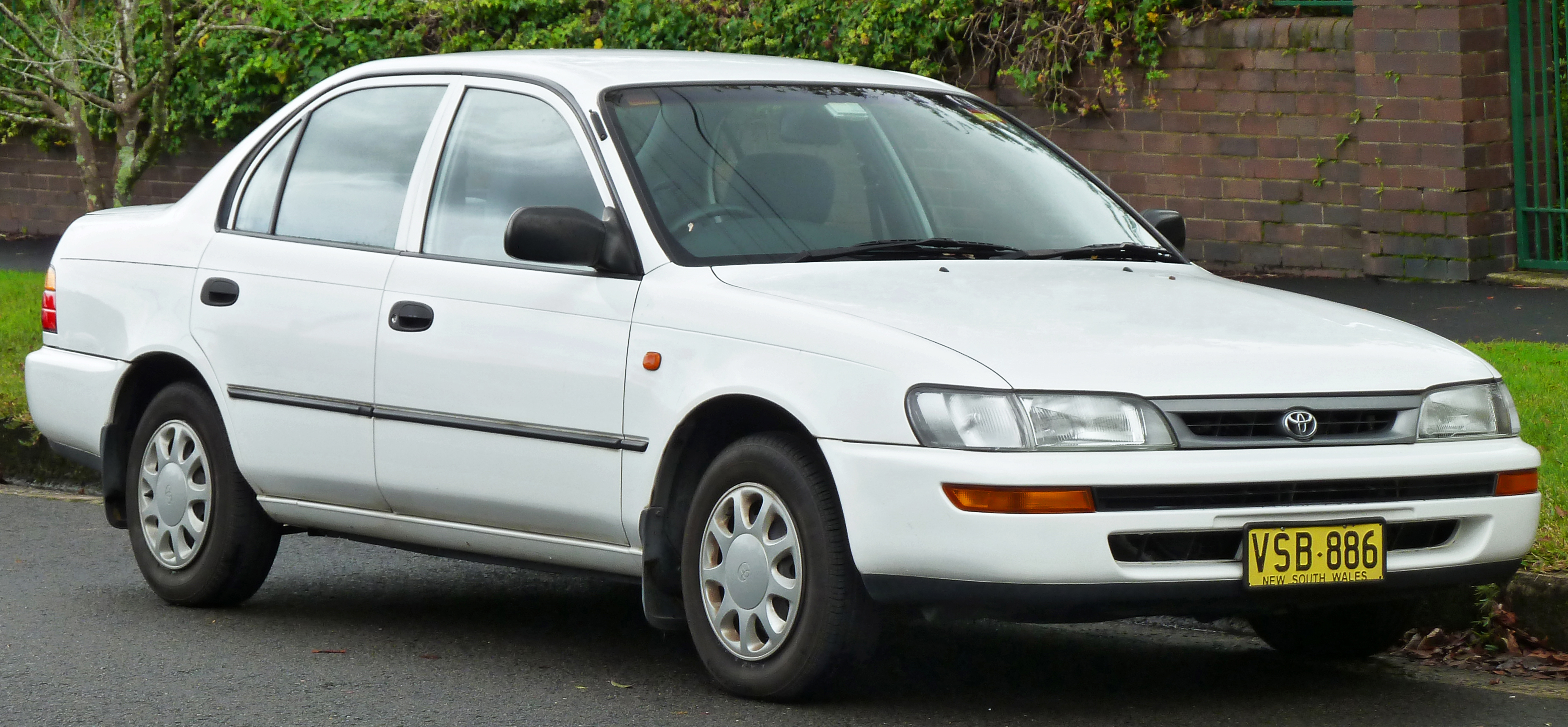
Hetedik generációs Toyota Corolla

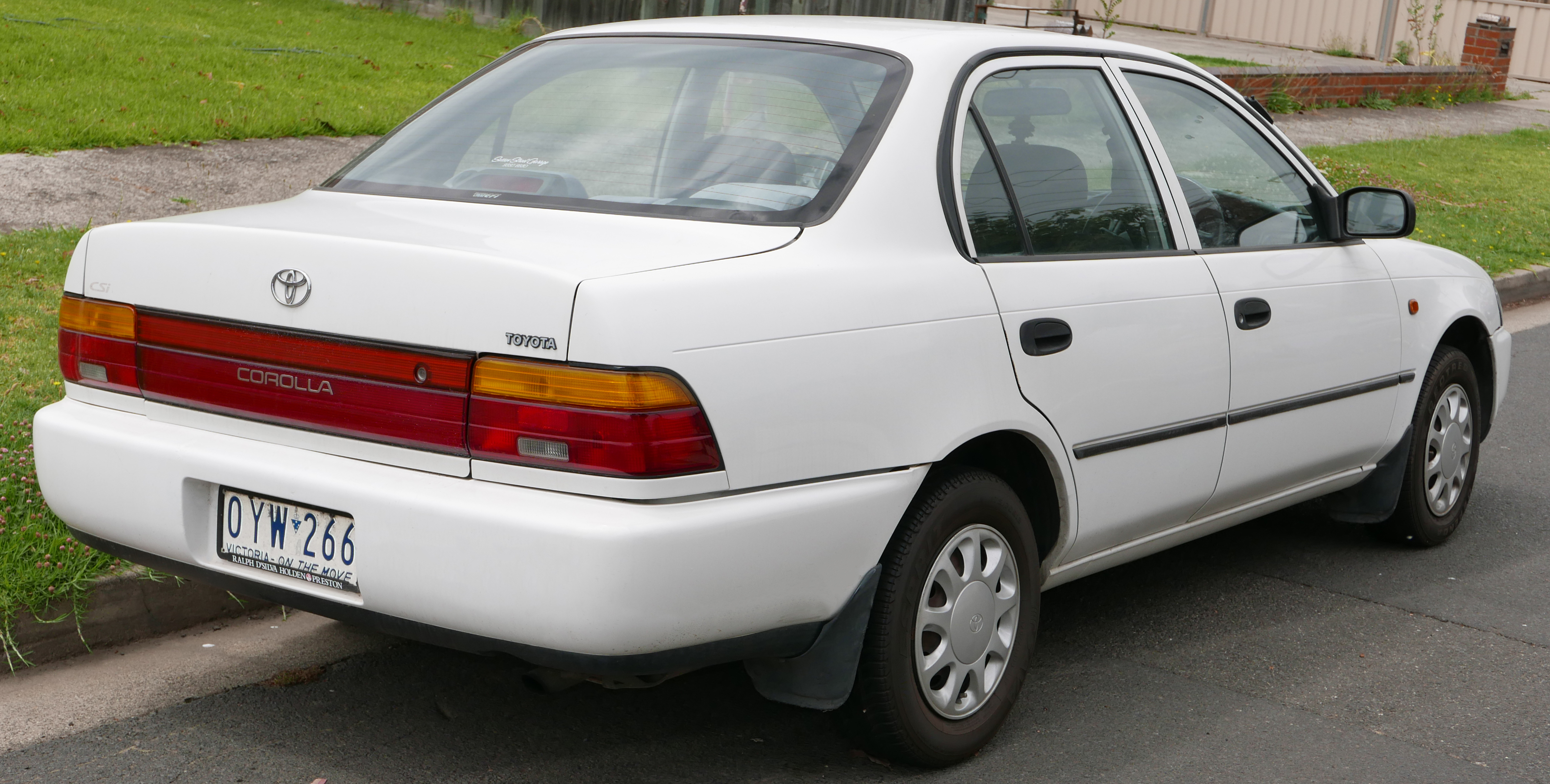
Hetedik generációs Toyota Corolla

1991 júniusában a Corollas újratervezést kapott, hogy nagyobb, nehezebb legyen, és az 1990-es évek teljesen lekerekített, aerodinamikus alakja legyen. Az Egyesült Államokban a kissé nagyobb Corolla már a kompakt osztályban volt, nem pedig az alkompaktum, és a coupé még mindig elérhető volt egyes piacokon, az AE101 Corolla Levin néven. A karburátorok többnyire nyugdíjasok voltak ezzel a generációval.

## A nyolcadik generáció (E110; 1995–2000)

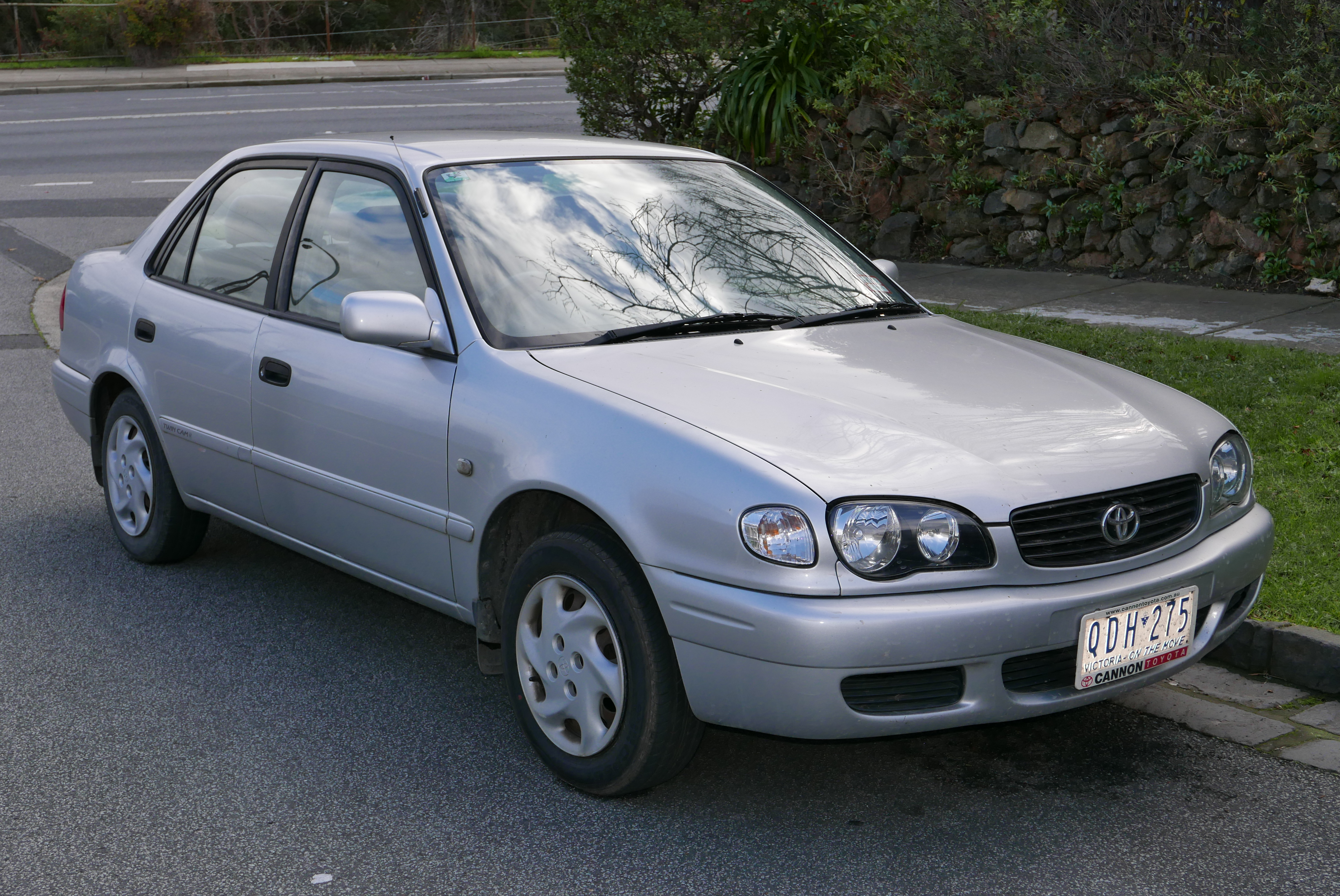
Nyolcadik generációs Toyota Corolla (Európa és Ausztrália)

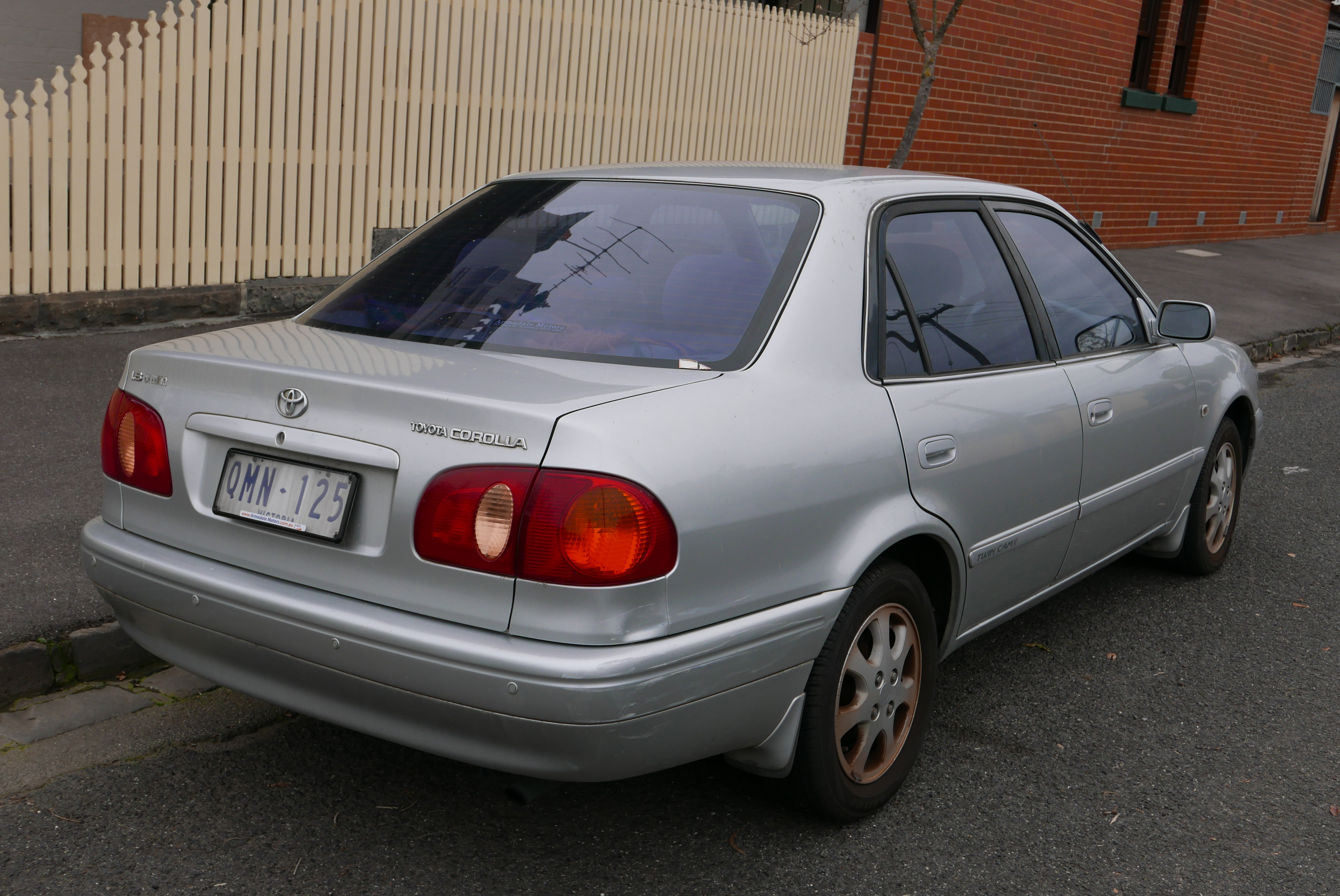
Nyolcadik generációs Toyota Corolla (Európa és Ausztrália)

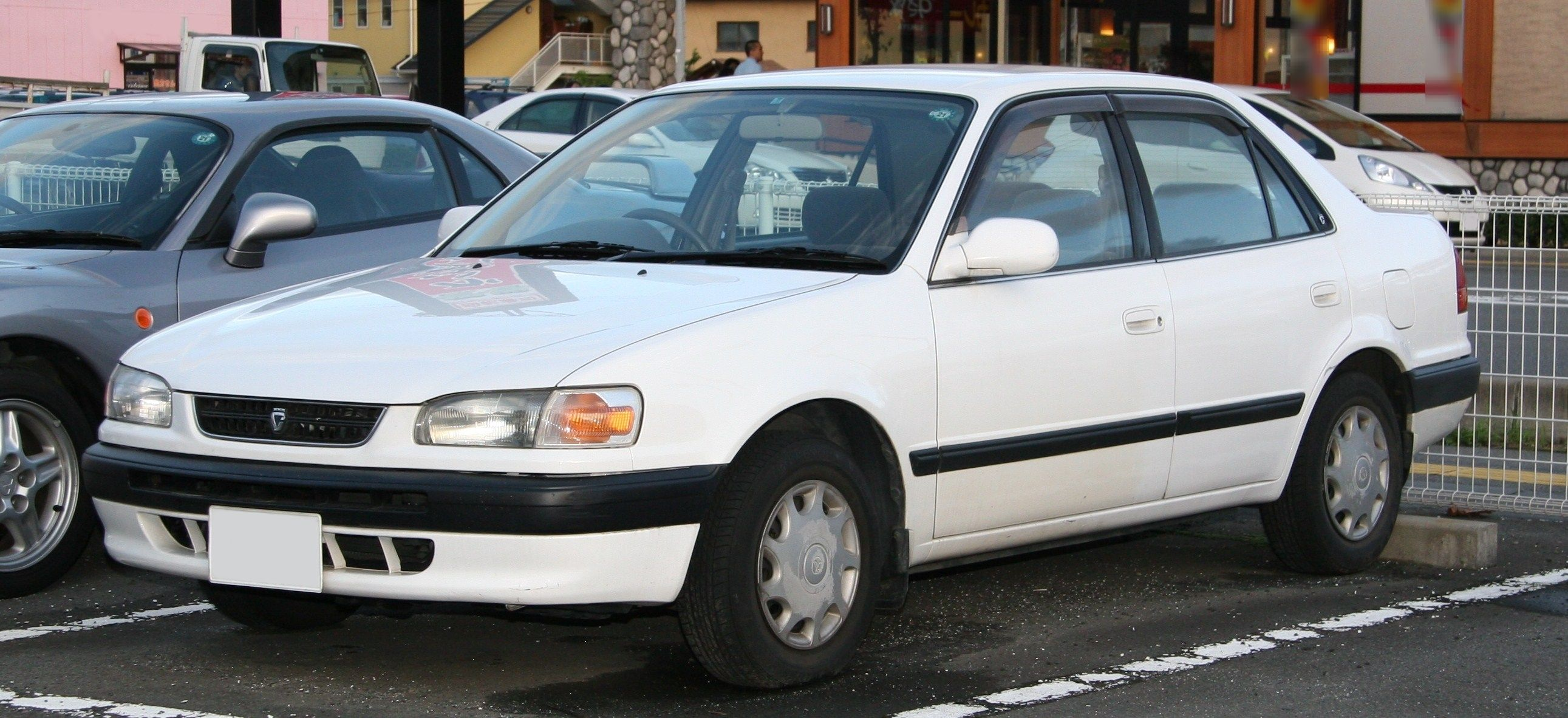
Nyolcadik generációs Toyota Corolla (Japán, Ázsia és Dél-Amerika)

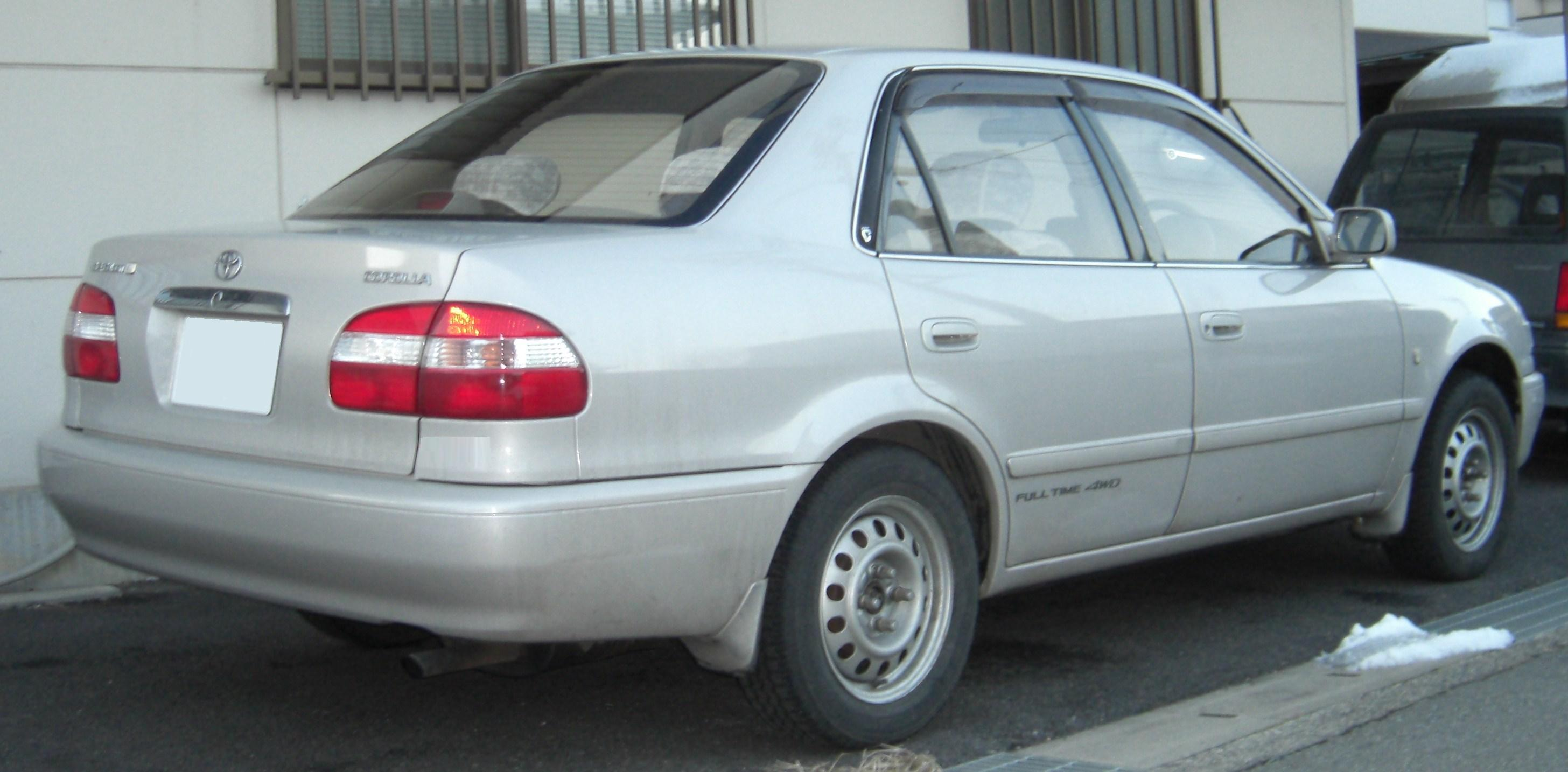
Nyolcadik generációs Toyota Corolla (Japán, Ázsia és Dél-Amerika)

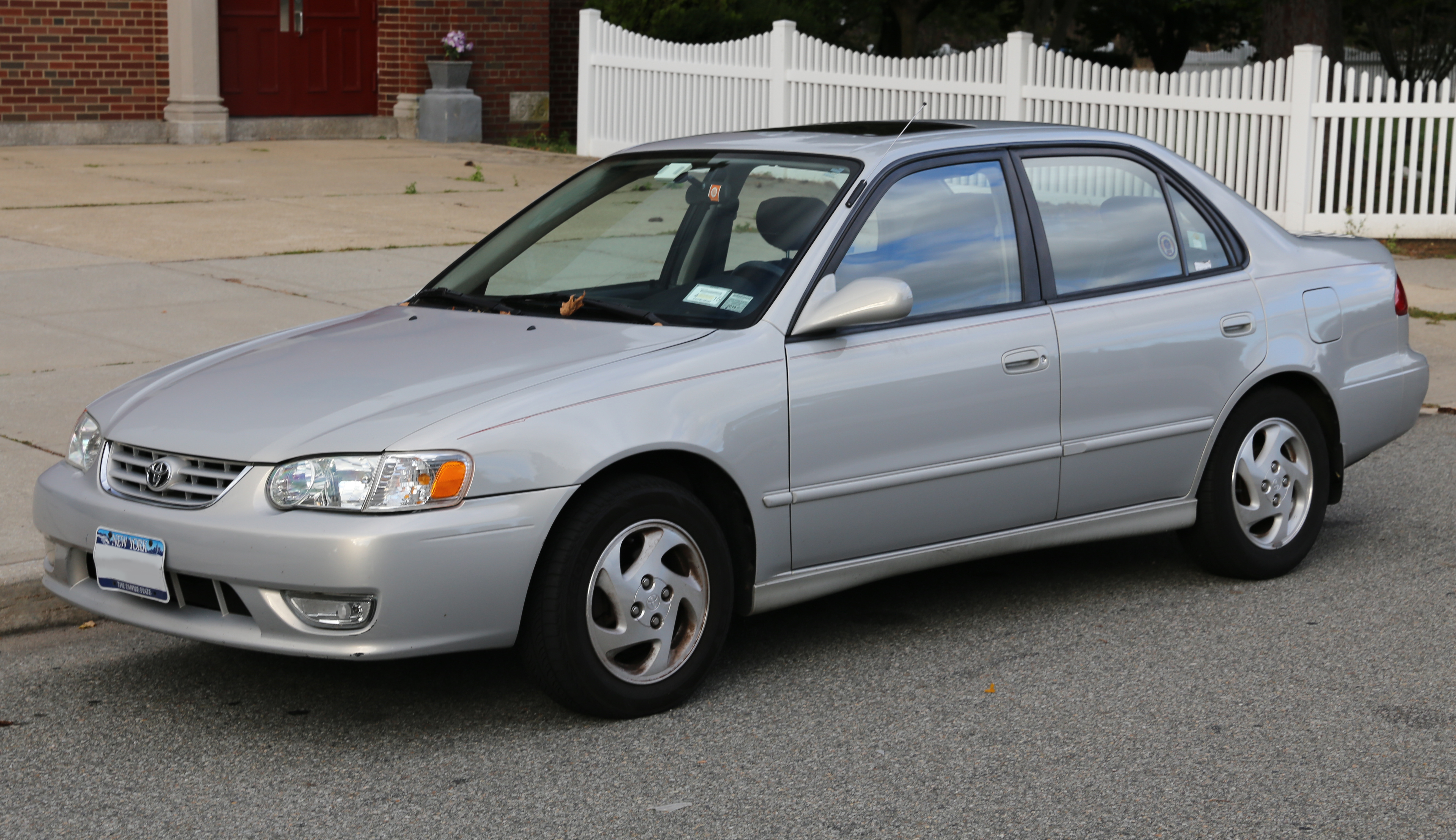
Nyolcadik generációs Toyota Corolla (Észak-Amerika)

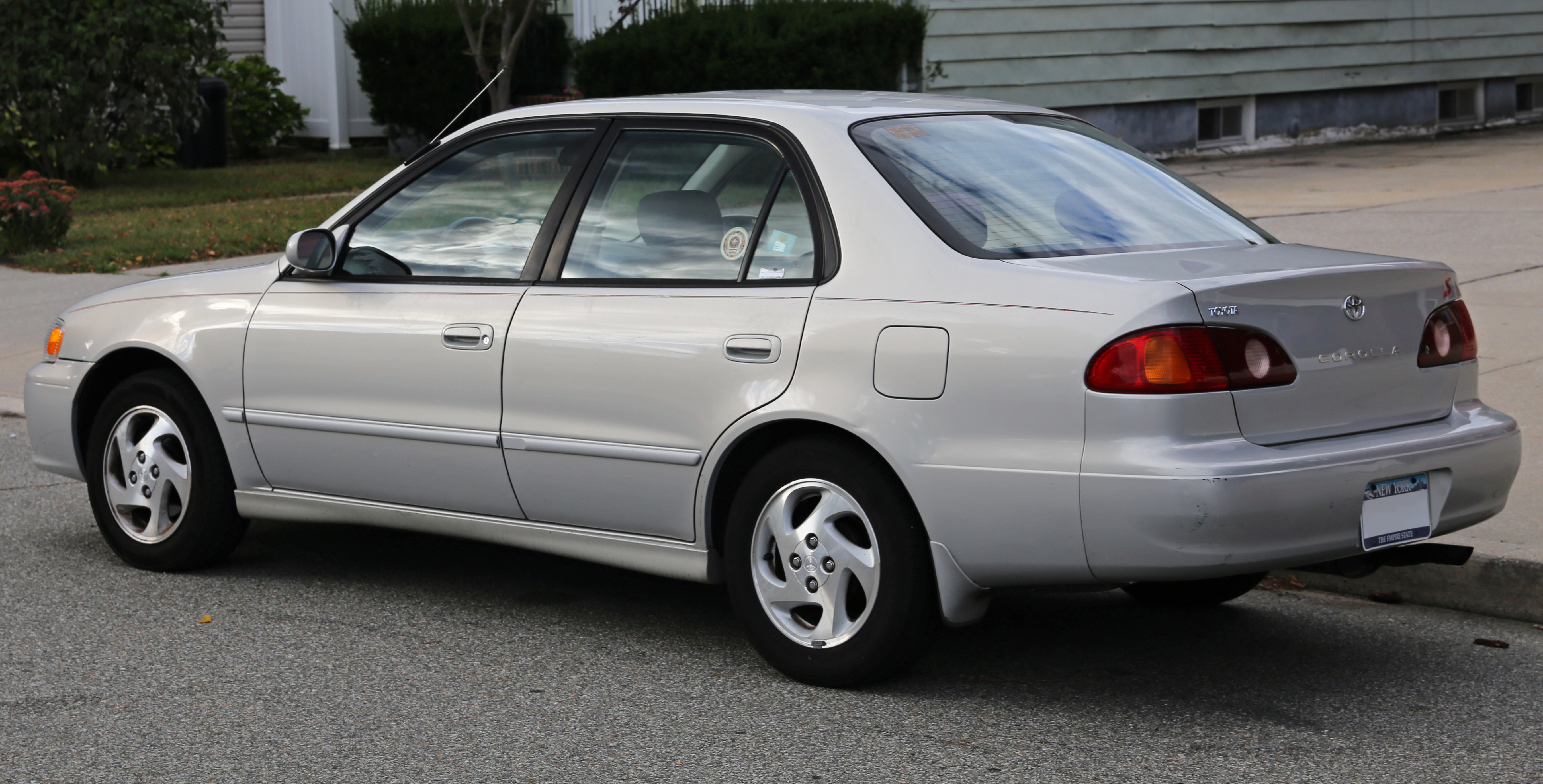
Nyolcadik generációs Toyota Corolla (Észak-Amerika)

Az E110 Corolla gyártása 1995 májusában kezdődött el. Az autó kialakítása kissé megváltozott, de az E100-hoz hasonló megjelenésű volt. 1998-ban először néhány nem japán Corollas kapott az új 1ZZ-FE motort. [Az idézet szükséges ] Az új motor az első olyan Toyota volt, amely alumínium motorblokkot és alumínium hengerfejeket tartalmazott, ami könnyebbé tette ezt a generációt, mint az E100 Corolla. A modellcsalád kezdett megváltozni, a Toyota úgy döntött, hogy a stíluskülönbségek javítják az értékesítést különböző piacokon.
Ez a generáció Észak-Amerikában az 1997-es év közepéig (USA 1998 modellév) késleltetett, ahol egyedülálló front és hátsó stílusa volt. [ idézet szükséges ] Európa és Ausztrálázsia saját verzióit is kapta. Pakisztánban ez a modell 1998 novemberében szünetelt, míg a gyártás 2002 márciusában zárult le.

## A kilencedik generáció (E120, E130; 2000–2006)

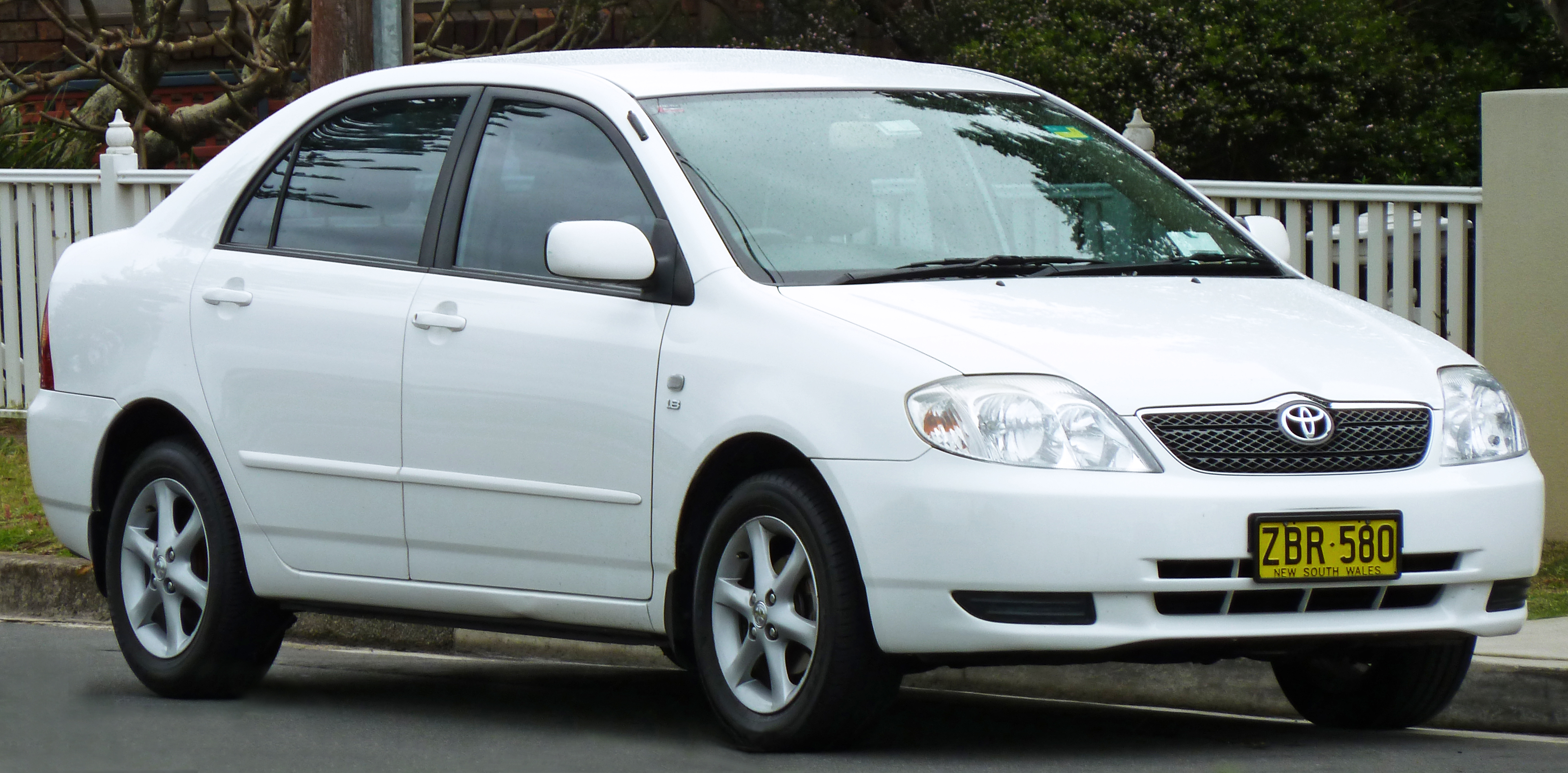
Kilencedik generációs Toyota Corolla (Japán, Európa és Ausztrália)

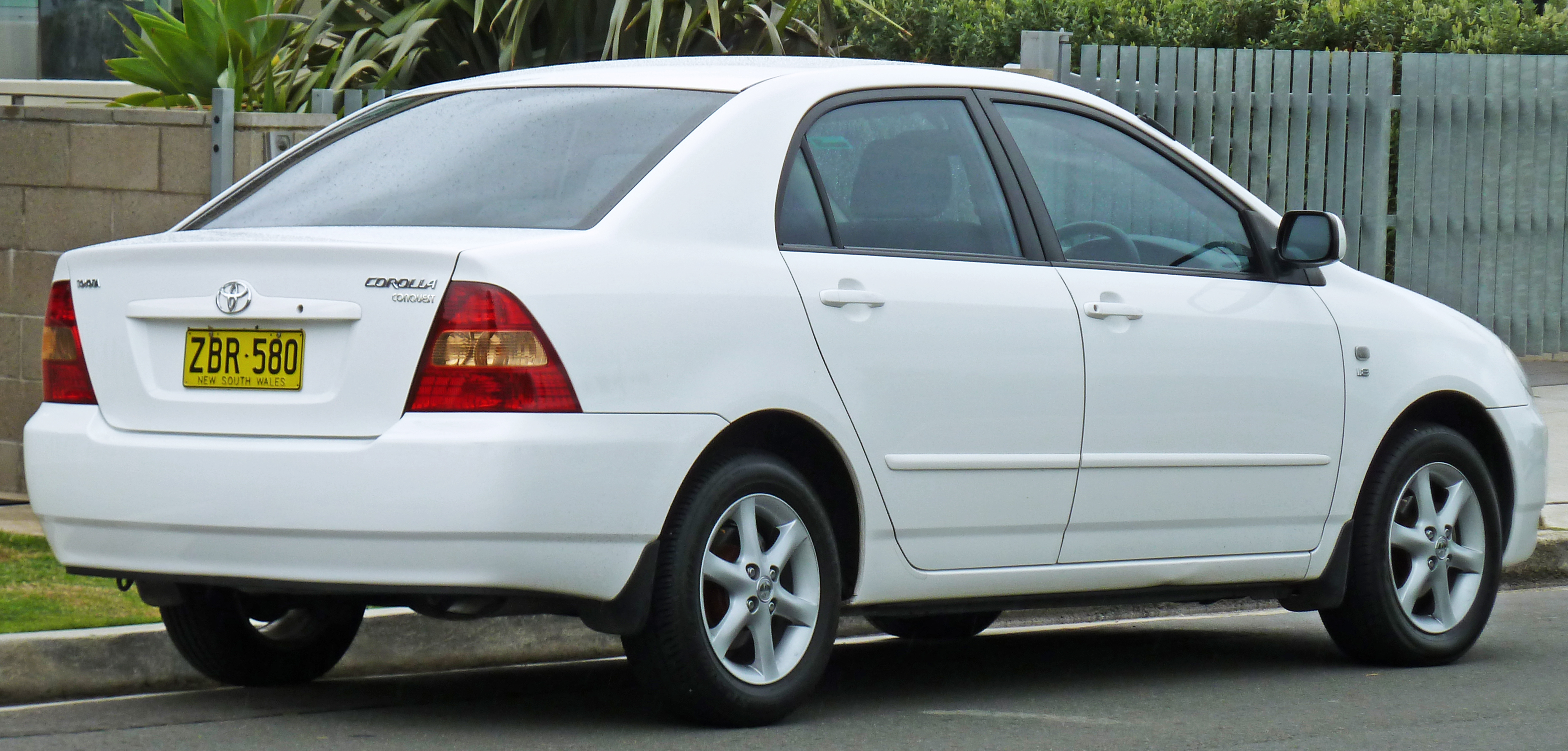
Kilencedik generációs Toyota Corolla (Japán, Európa és Ausztrália)

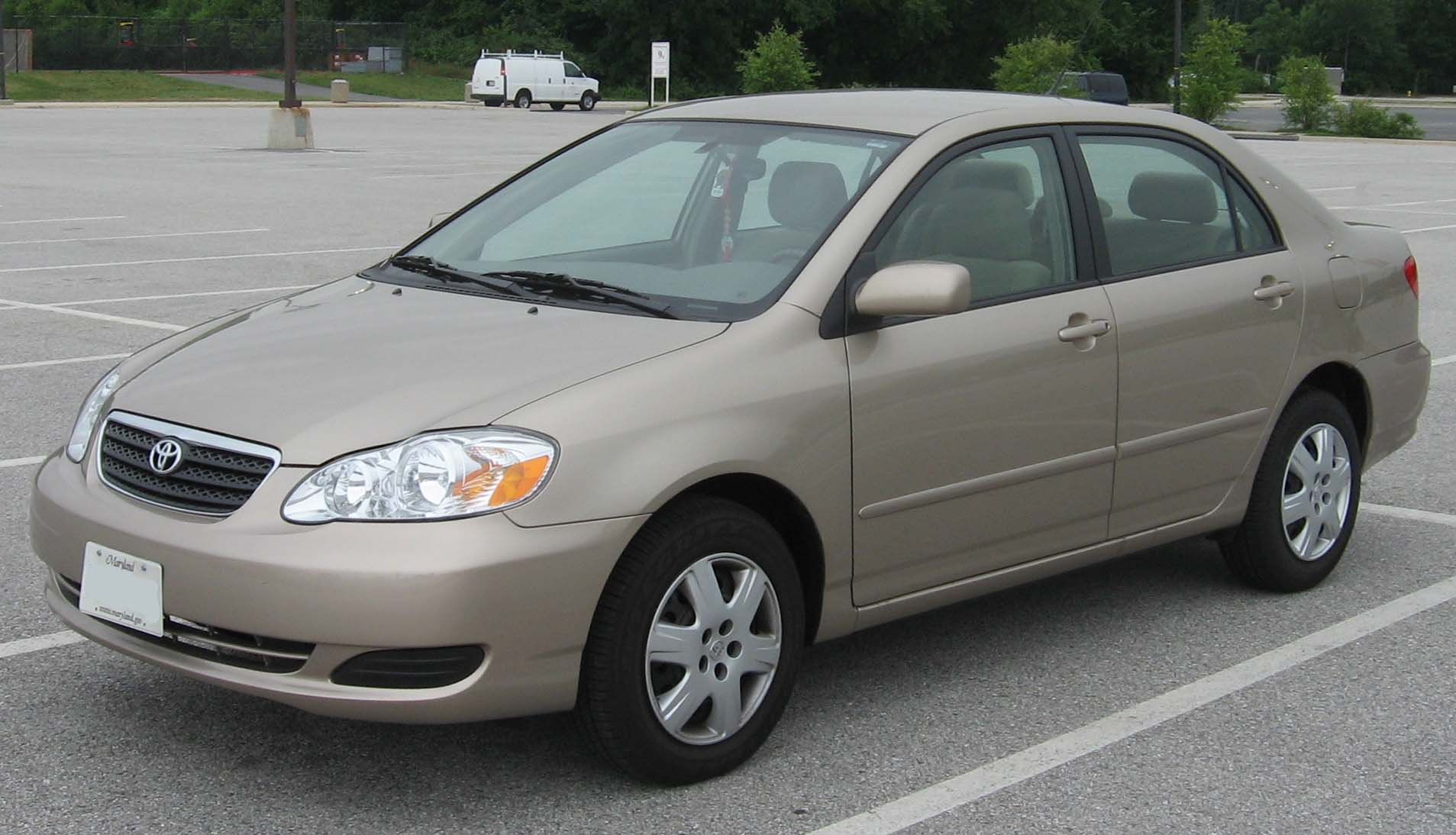
Kilencedik generációs Toyota Corolla (Amerika és Ázsia)

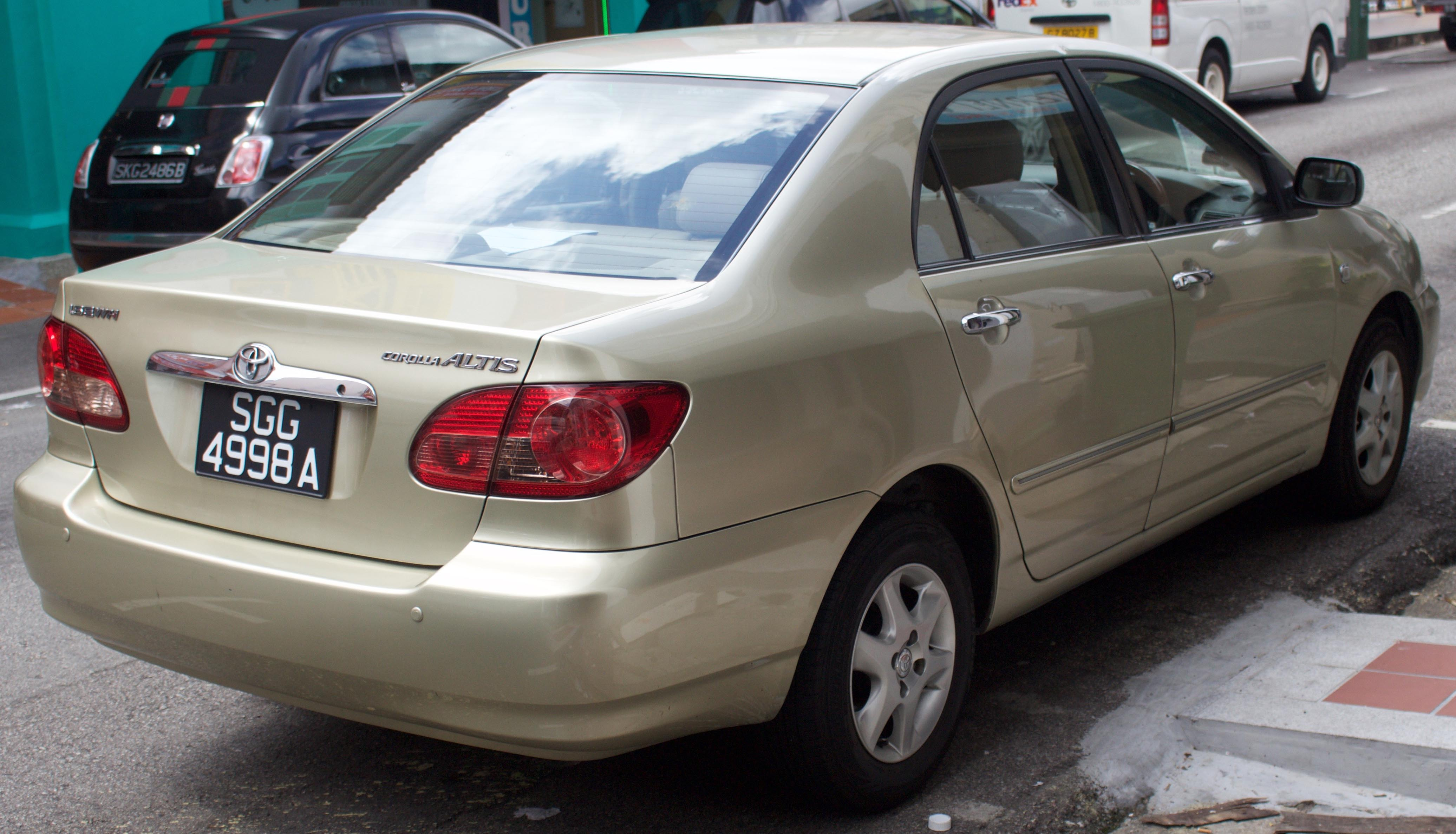
Kilencedik generációs Toyota Corolla (Amerika és Ázsia)

2000 augusztusában Japánban bemutatták az E120 kilencedik generációs Corollát, amelynek edgier stílusa és több technológiája hozta a névtáblát a 21. századra. Ezt a változatot Japánban, Ausztráliaban , Európában és a Közel-Keleten értékesítették.
2001 közepén megjelent az E130 Corolla Altis . Felfrissült megjelenésű, kissé hosszabb és szélesebb, mint az E120, de hasonló testtartókkal és belső térrel. Az E130-at az ASEAN-ban , Indiában és Tajvanon értékesítették . Az állomáskocsi modellt a Corolla Fielder Japánban hívják . Az észak-amerikai kiadást 2002 márciusáig (a 2003-as modellévre) késleltették. Az E120 párhuzamosan folytatódott külön piacokon az E130-hoz.
A japán termelés 2007 januárjában ért véget (Corolla Runx és Allex esetében) , de Észak-Amerikában folytatott termelés 2007 októberéig folytatódott. [ Idézet szükséges ] A termelés folytatódott Kínában.

## A tizedik generáció (E140, E150; 2006–2013)

### Japán (E140; 2006–2012)

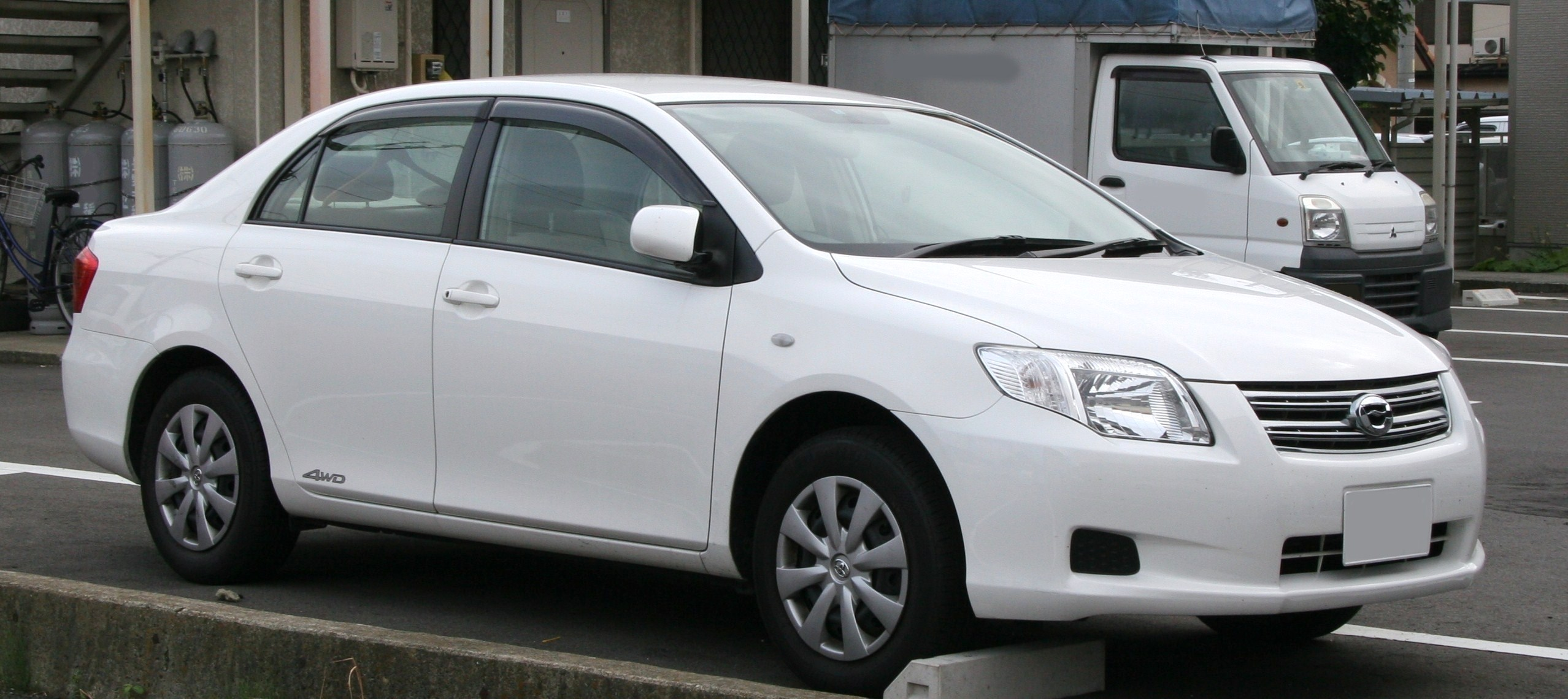
Tizedik generációs Toyota Corolla (Japán)

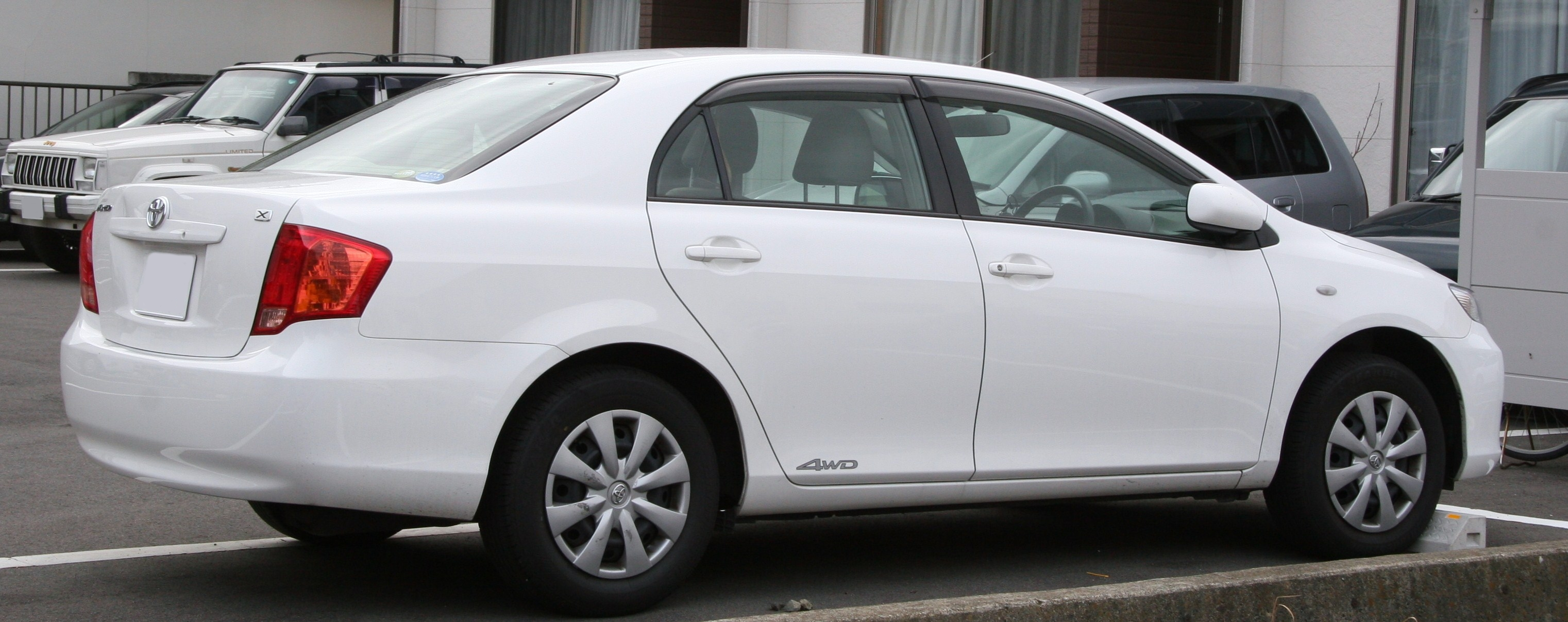
Tizedik generációs Toyota Corolla (Japán)

Az E140 Corolla tizedik generációja 2006 októberében jelent meg. A japán piacok a szedán Corolla Axio- nak nevezték. Az állomás megtartotta a Corolla Fielder nevet.

### Nemzetközi (E150; 2007–2013)

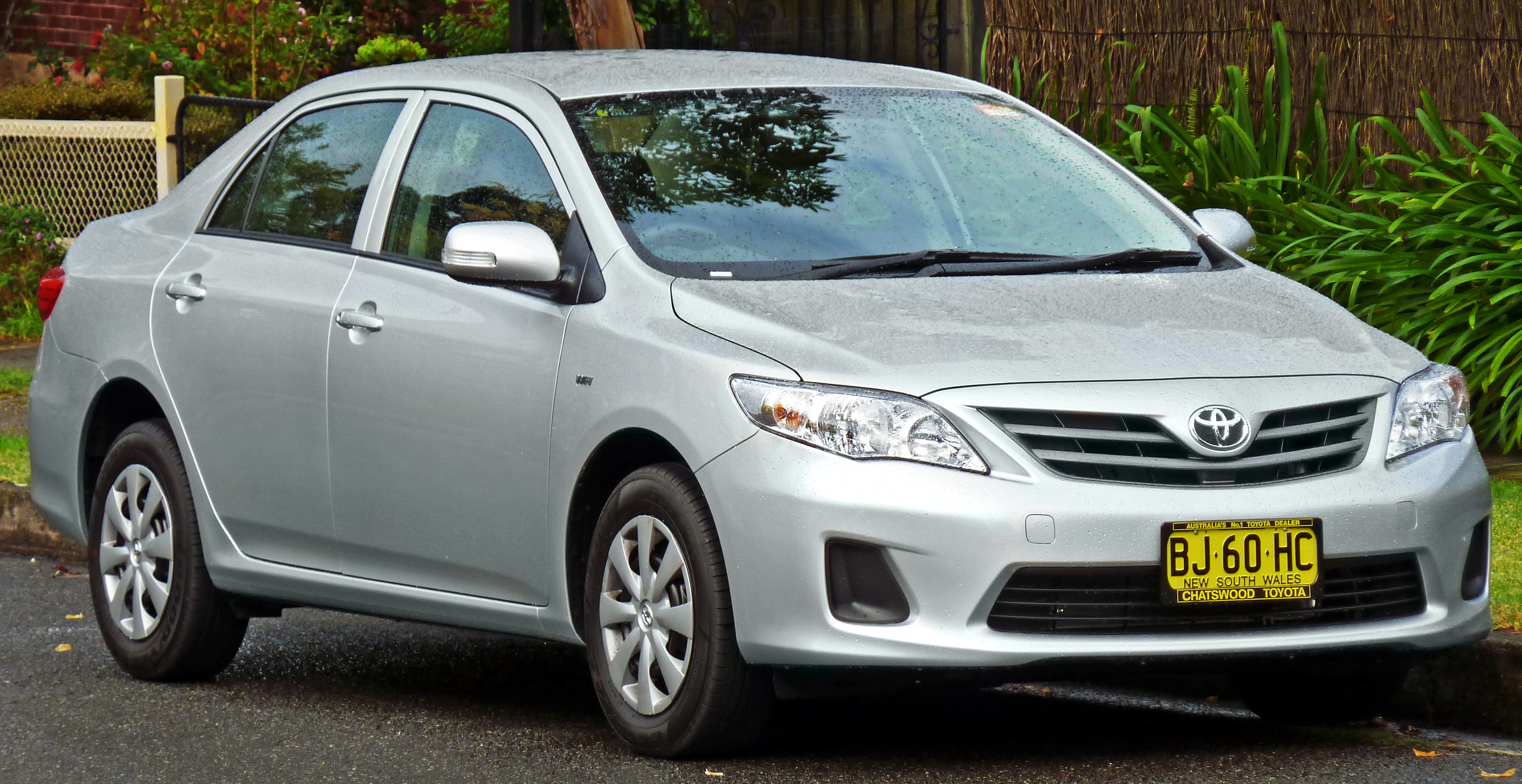
Tizedik generációs Toyota Corolla (nemzetközi)

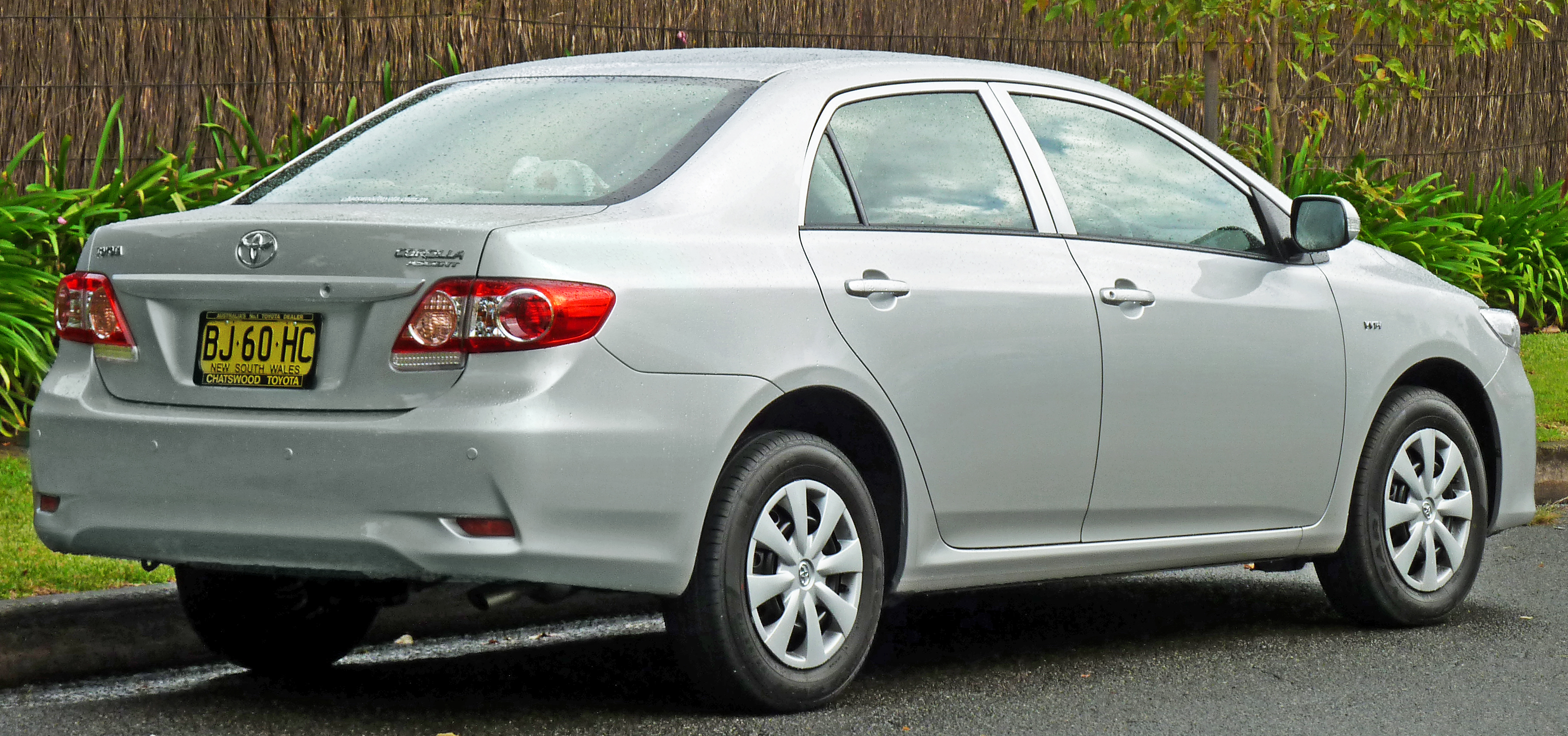
Tizedik generációs Toyota Corolla (nemzetközi)

A nemzetközi piacokon az E140 szélesebb verzióját különböző stílusokkal értékesítették, az ASEAN és a tajvani piacok megtartották a Corolla Altis márkát.

## A tizenegyedik generáció (E160, E170, E180; 2013–2018)

### Japán (E160; 2012–2018)

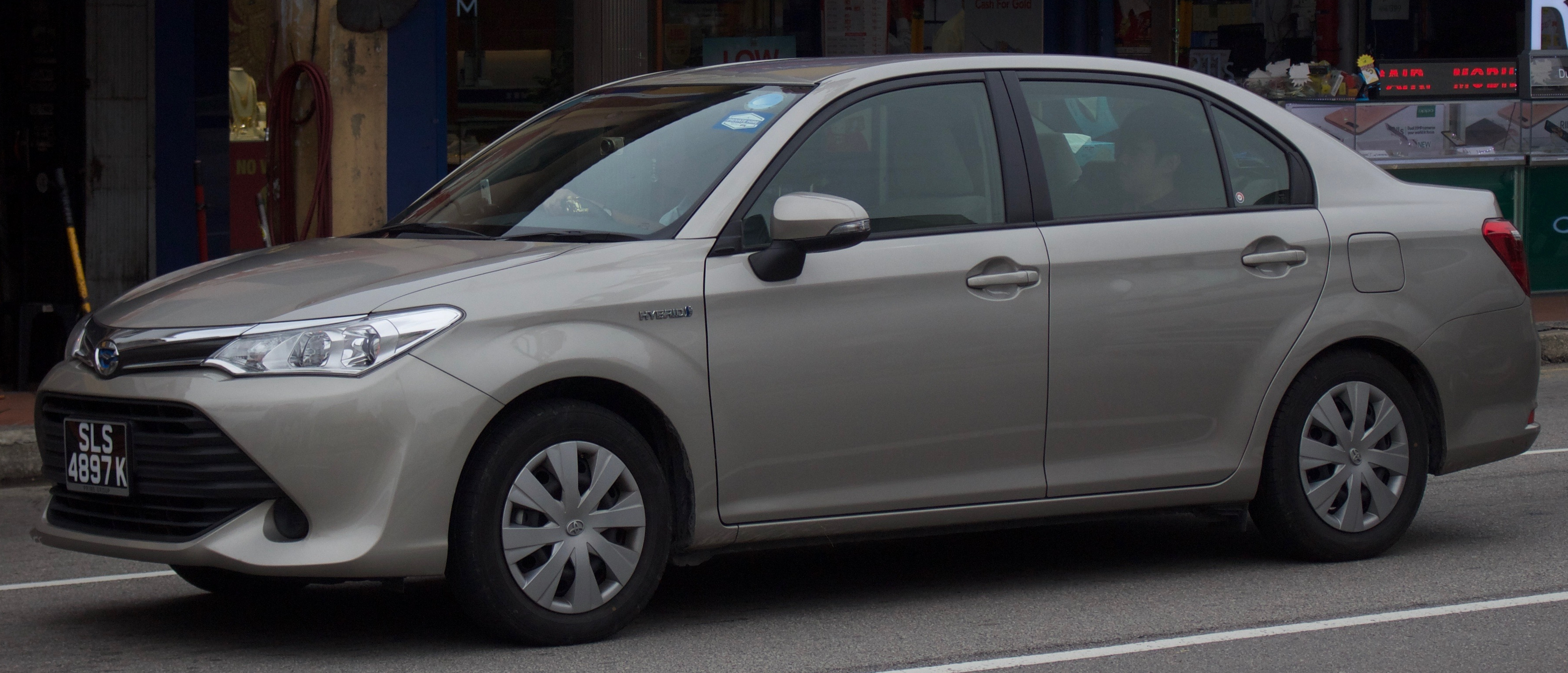
Tizenegyedik generációs Toyota Corolla (Japán)

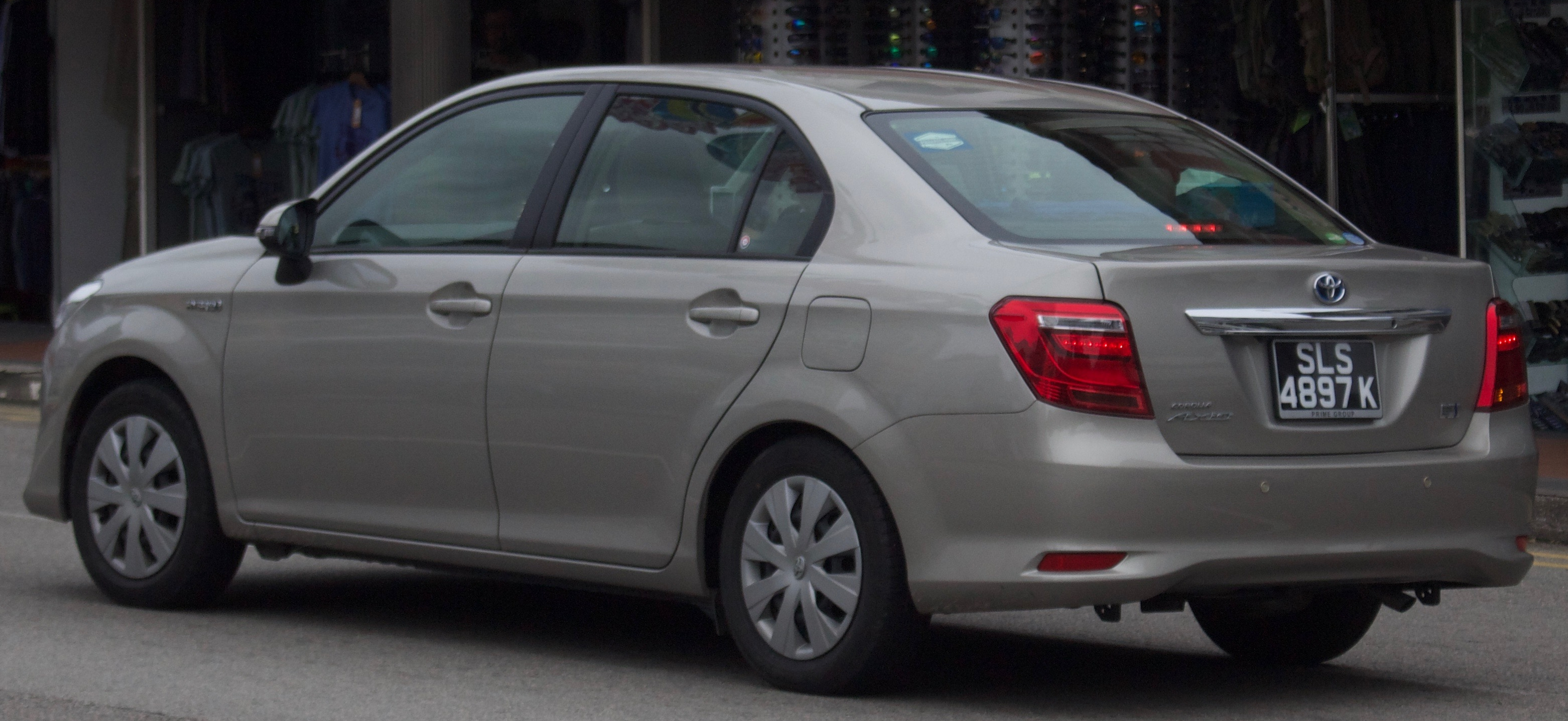
Tizenegyedik generációs Toyota Corolla (Szingapúr)

A tizenegyedik generációs Corolla került forgalomba Japánban 2012 májusában. A szedán elemzi a Corolla Axio , amíg a kocsi nevezzük Corolla Fielder . Japánban mindkettőt egy Toyota leányvállalata, a Central Motors , Japánban , Miyagi prefektúrában gyártja. Az újratervezett modell kissé kisebb külső méretekkel rendelkezik és könnyebb vezetni a keskeny sikátorokban és parkolóhelyeken a célzott idős vezetők számára.
Az új Corolla Axio egy 1,3 literes 1NR-FE vagy 1,5 literes 1NZ-FE négyhengeres motorral kapható; elülső vagy összkerékhajtás. Mind az ötsebességes kézi, mind a CVT sebességváltókat kínálják. Az 1,3 literes motor és az összkerékhajtású változatok csak a CVT átvitelével állnak rendelkezésre. A Corolla Fielder 1,5 literes 1NZ-FE vagy 1,8 literes 2ZR-FAE négyhengeres motorokkal kapható, CVT áttétellel . Az 1,5 literes elülső és összkerékhajtású, az 1,8 literes kerekeket csak az első kerék meghajtóként kínálják. The Corolla Fielder is available with 1.5-liter 1NZ-FE or 1.8-liter 2ZR-FAE four cylinder engines mated with a CVT transmission. The 1.5-liter is available with front- and all-wheel drive, the 1.8-liter is offered only in front-wheel drive. 2015-től van egy új, 2NR-FKE motorja VVT technológiával.
A Toyota kiadta a Corolla Axio szedán és a Corolla Fielder vasúti kocsi hibrid változatait a japán piacra 2013 augusztusában. Mindkét gépkocsi rendelkezik egy 1,5 literes hibrid rendszerrel, amely hasonló a Toyota Prius c-hez, 3,03 L / 100 km (93,2 MPG -imp ; 77,6 MPG -US ) alatt JC08 vizsgálati ciklus . A Toyota havi eladási célpontja Japán számára a Corolla Axio hibrid 1000 darabja és a Corolla Fielder hibrid 1500 darabja.

### Nemzetközi (E170; 2013–2018)
A nemzetközi piacoonk tovább folytatódtak az E140 / E150-en, legalább 2013-ig, amikor megérkezett az E170 modell. Az E170 nagyobb és lényegesen különbözik a japán E160-tól, egyedülálló testtel és belsővel. Az E170-hez két alapvető elülső és hátsó styling kezelést alkalmaznak: egy észak-amerikai változat, amely első és konzervatívabb designt mutatott be minden olyan piacon, amely 2013-ban debütált.
2017-ben a Toyota kiadott egy hatchback változatot az USA-ban, az úgynevezett Corolla iM , egy újraterjesztett második generációs, felneveltetett Auris.

## A tizenkettedik generáció (E210; 2018–jelen)

### Ferdehátú

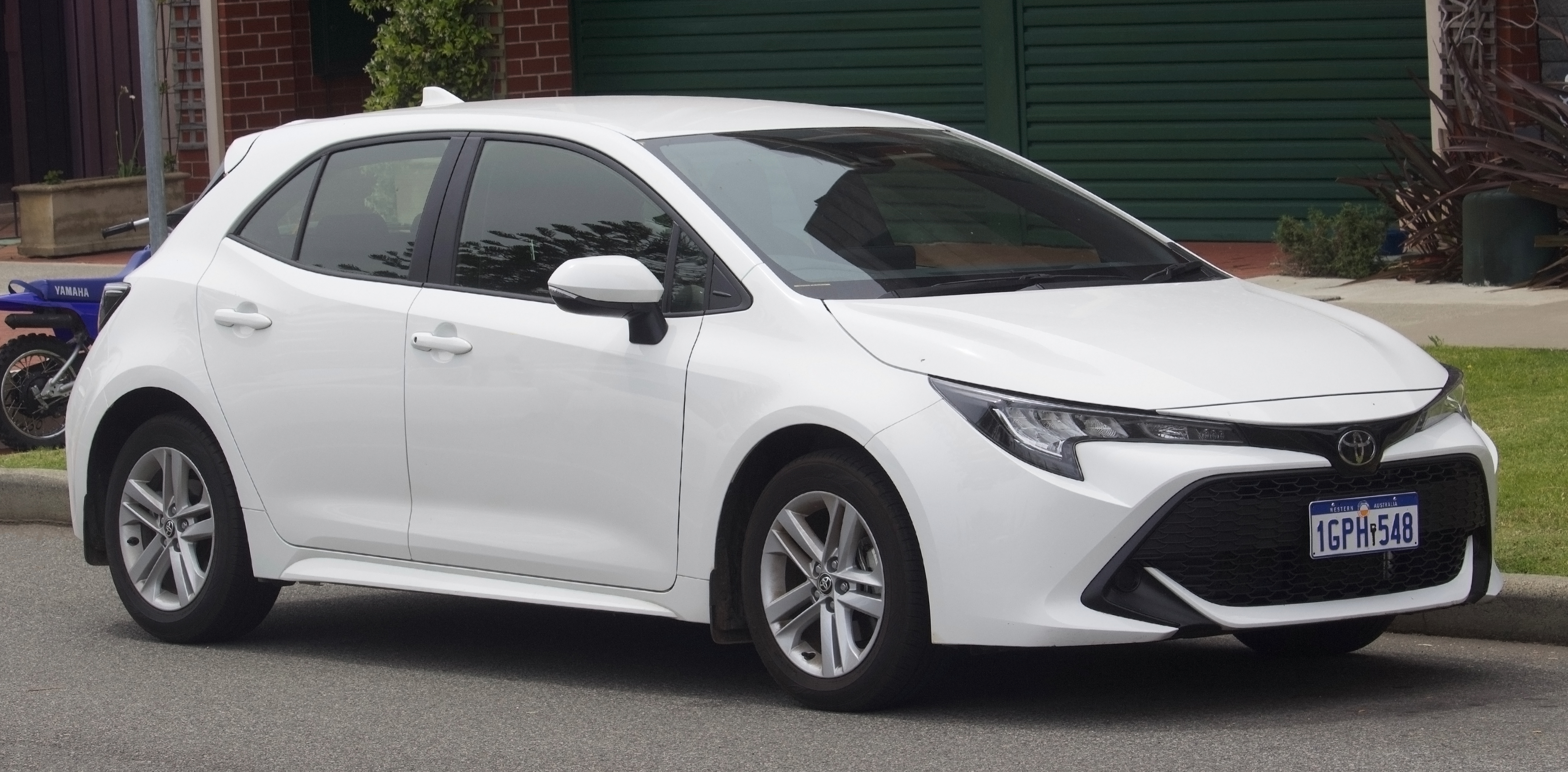
Tizenkettedik generációs Toyota Corolla hatchback (Ausztrália)

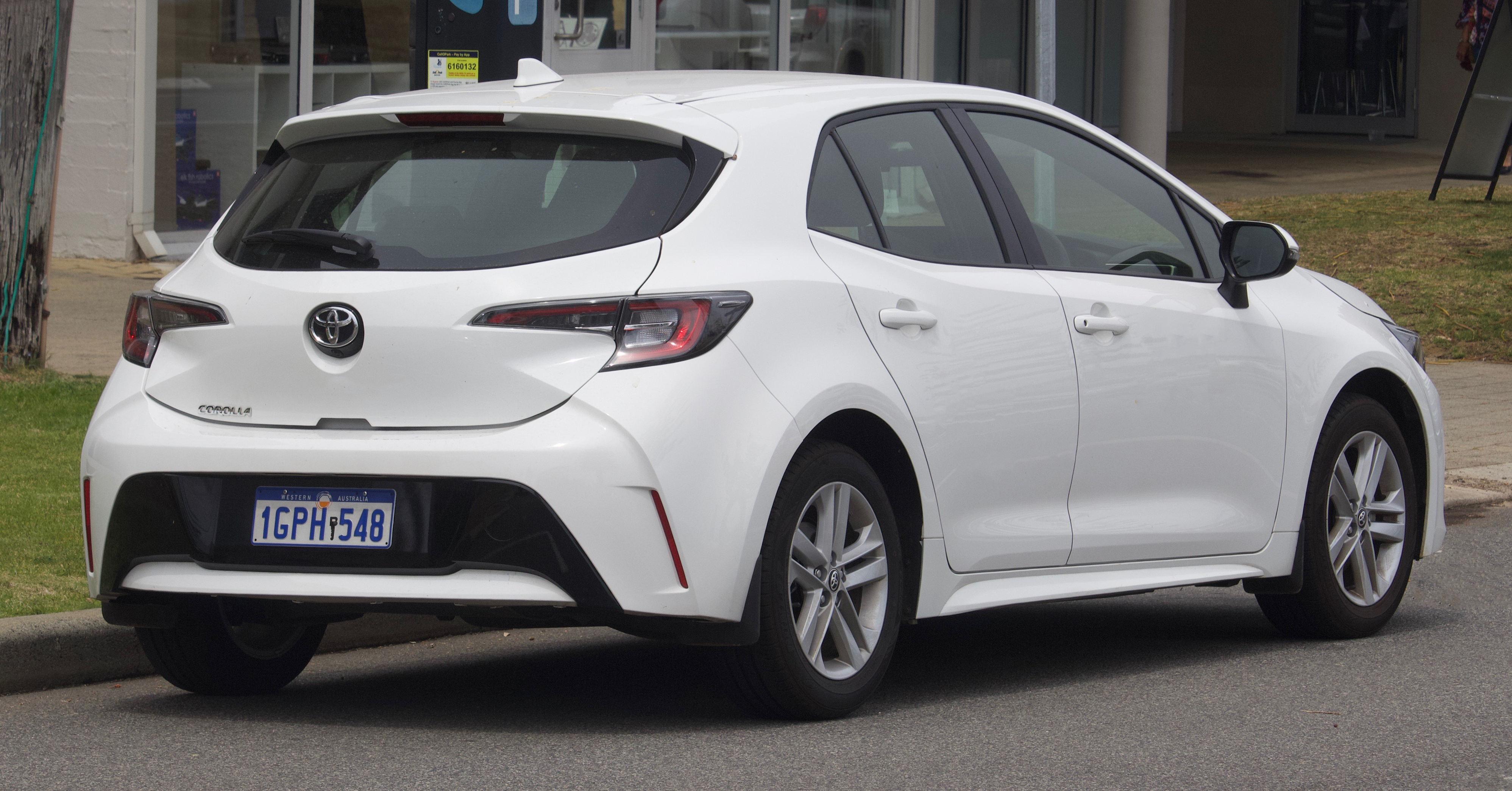
Tizenkettedik generációs Toyota Corolla hatchback (Ausztrália)

A tizenkettedik generációs Corolla hatchback test stílusban mutatkozott be a 2018-as Genfi Autókiállításon, az Aurisszal egyszerre. A Corolla hatchback észak-amerikai változata a 2018-as New York-i Nemzetközi Autókiállításon mutatkozott be, 2018. március 22-én nyilatkoztatták ki a  hivatalos adatokat. A Corolla hatchbacket 2018. június 27-én kezdték el gyártani Japánban.

### Kombi

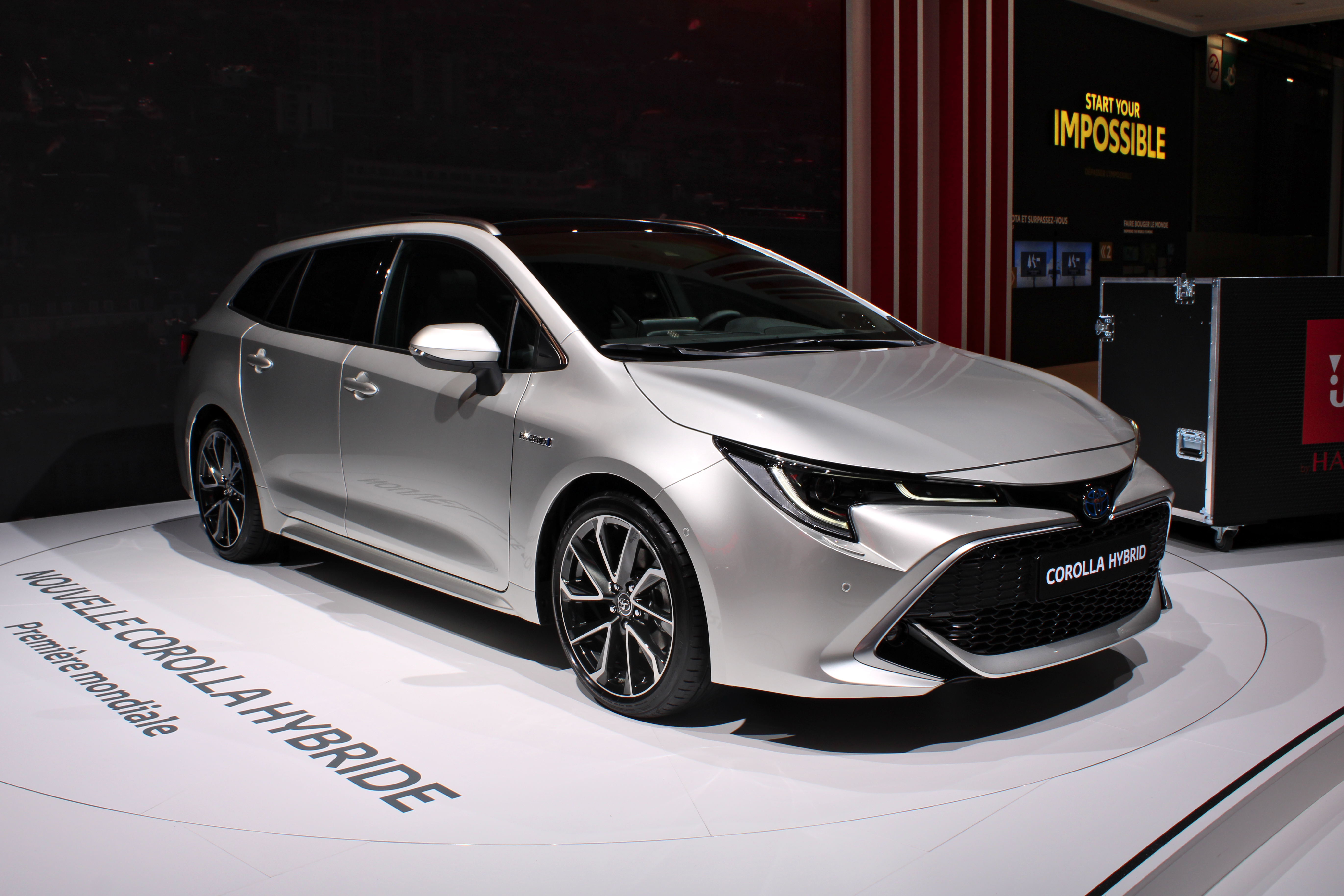
Tizenkettedik generációs Toyota Corolla Touring Sports Hybrid (nemzetközi)

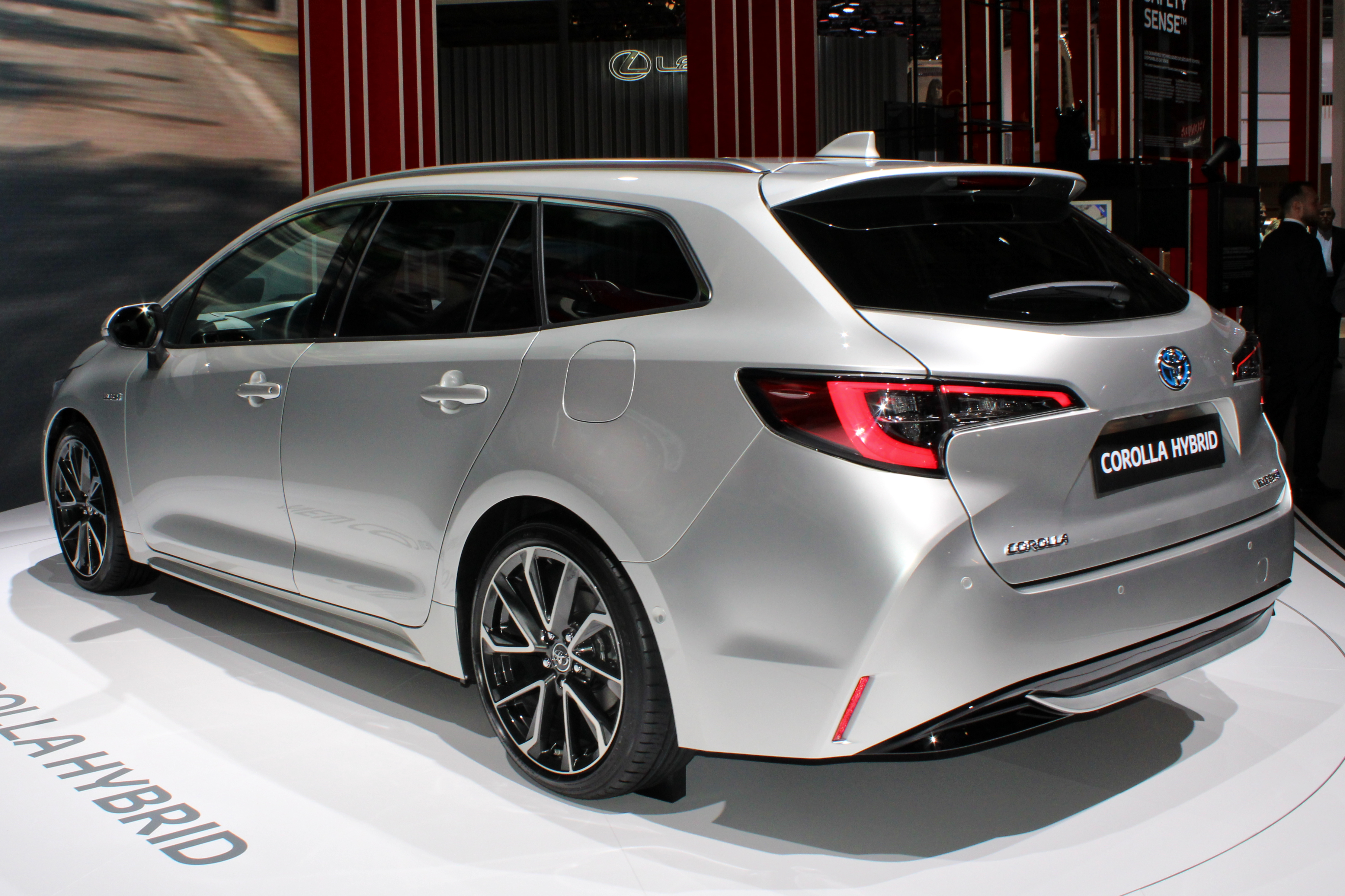
Tizenkettedik generációs Toyota Corolla Touring Sports Hybrid (nemzetközi)

A tizenkettedik generációs Corolla, a Corolla Touring Sports állomásváltozata a 2018-as párizsi autószalonon mutatkozott be. A Corolla Touring Sports hivatalos képei 2018. szeptember 4-én jelentek meg.

### Szedán

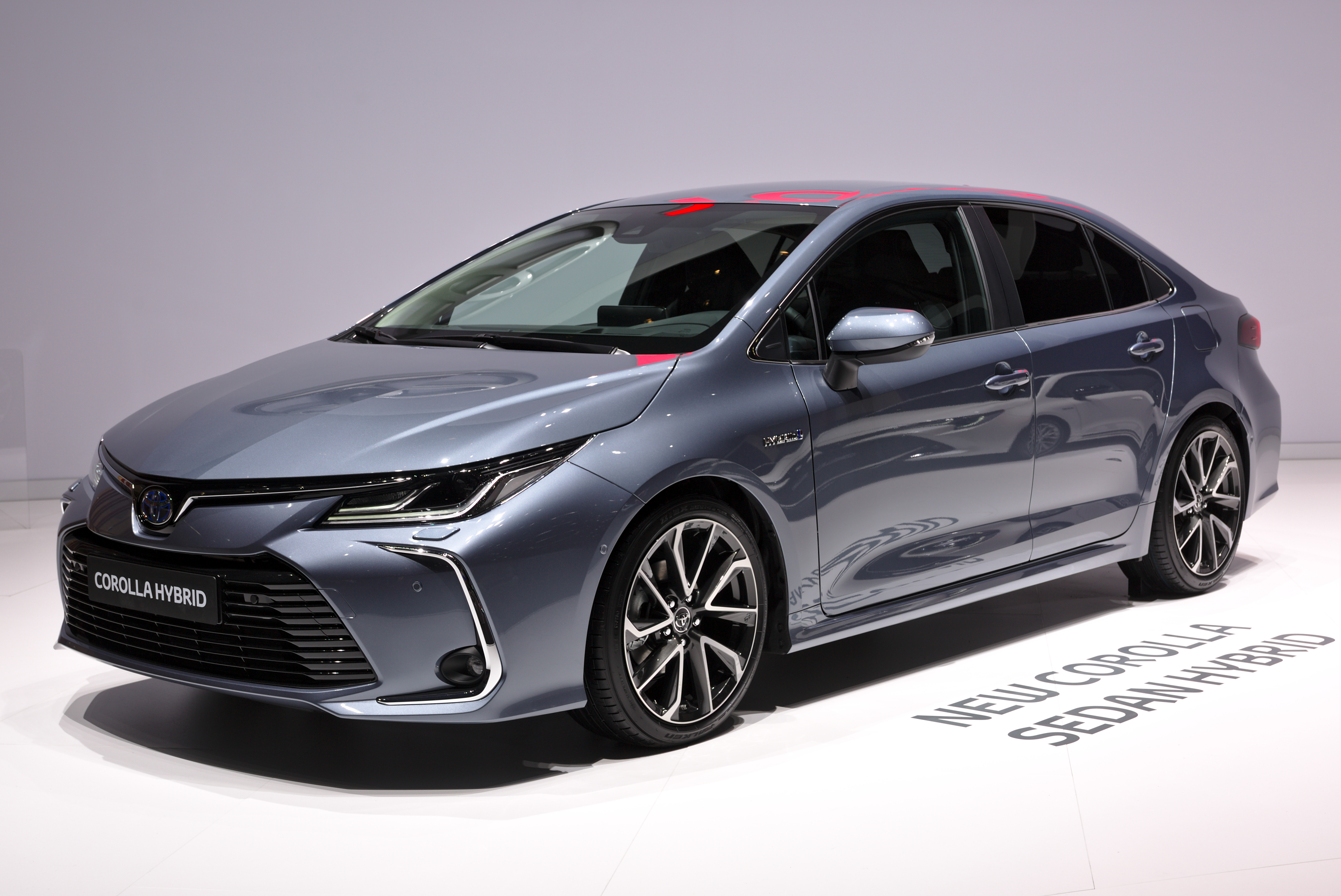
Tizenkettedik generációs Toyota Corolla Szedán (Európa)

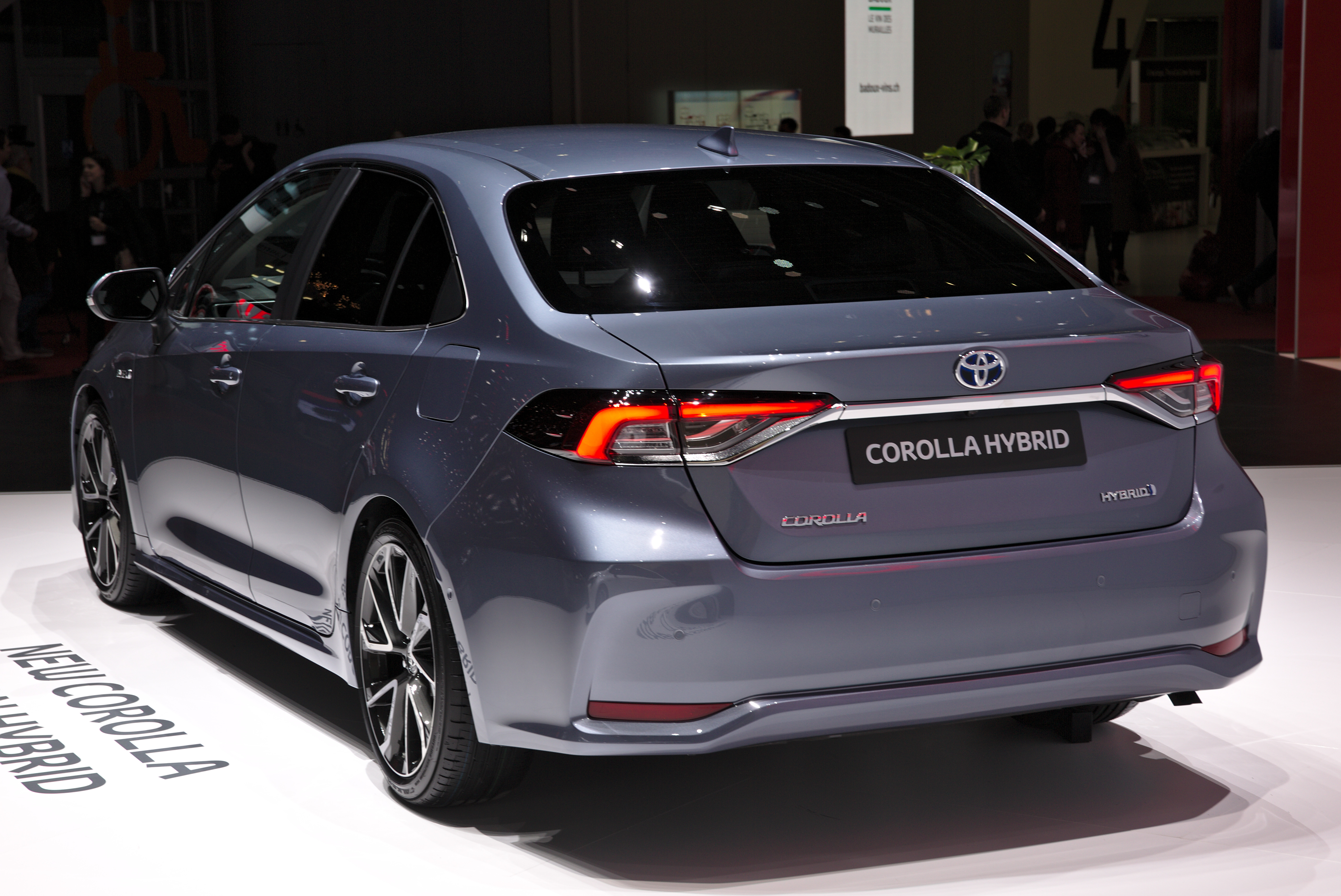
Tizenkettedik generációs Toyota Corolla Szedán (Európa)

A Corolla szedán változatát 2018. november 15-én mutatták be Carmel-by-the-Sea-ben, Kaliforniában , az Egyesült Államokban és Kínában a 2018-as Guangzhou International Motor Show-on. A modell 2 változatban kerül forgalomba: a Prestige (Kínában, Európában és más országokban) és a Sporty (eladva Észak-Amerikában, Japánban, Kínában Levin és más országokban). A Prestige modell egy másik előlapot használ, amely jobban hasonlít az XV70 Camry-hez . A sportos modell hasonló előlapot használ a hatchback és a kombi változatokhoz.

## Corolla-gyártás

Országok, ahol Corolla-gyártás folyik

| Évjárat | USA     | Kanada | Ausztrália | Európa  | Thaiföld | Kína    | India  | Mexikó |
| ------- | ------- | ------ | ---------- | ------- | -------- | ------- | ------ | ------ |
| 2000    | 230,156 |        | 30,576     |         |          |         |        |        |
| 2001    | 245,023 |        | 30,813     |         |          |         |        |        |
| 2002    | 254,360 |        | 34,948     |         |          |         |        |        |
| 2003    | 325,477 |        | 36,128     |         |          |         | 8,175  |        |
| 2004    | 333,161 |        | 39,053     |         |          | 45,476  | 10,195 |        |
| 2005    | 341,290 |        | 46,415     |         |          | 67,392  | 8,974  |        |
| 2006    | 387,388 |        | 46,256     |         |          | 78,973  | 7,168  |        |
| 2007    | 371,390 |        | 47,792     | 85,407  |          | 129,843 | 6,463  | 10,284 |
| 2008    | 351,007 | 57,736 | 47,901     | 119,120 |          | 217,518 | 8,102  | 9,370  |
| 2009    | 296,874 | 53,933 | 39,013     |         |          | 214,566 | 8,604  | 7,580  |
| 2010    | 266,082 | 38,680 | 41,632     | 51,189  |          | 254,796 | 10,041 | 9,085  |
| 2011    | 240,259 | 36,663 | 36,087     | 69,889  |          | 294,998 | 9,283  | 10,306 |
| 2012    | 290,947 | 40,906 | 38,799     | 63,481  |          | 276,418 | 6,912  | 12,767 |
| 2013    | 302,180 | 44,449 | 43,498     | 67,987  |          | 294,401 | 4,106  | 10,956 |
| 2014    | 339,498 | 48,881 | 43,735     | 83,301  | 36,595   | 306,434 | 6,748  | 5,986  |
| 2015    | 363,332 | 47,199 | 42,073     | 69,194  | 20,966   | 426,340 | 7,574  | 13,215 |
| 2016    | 378,210 | 45,626 | 40,330     | 67,876  | 18,052   | 483,522 | 4,860  | 9,362  |
| 2017    | 329,196 | 50,332 | 37,353     | 60,936  | 19,179   | 512,218 | 4,242  | 10,135 |
| 2018    | 303,732 | 48,796 | 35,230     | 55,686  | 21,914   | 567,097 | 3,286  | 6,351  |
| 2019    | 304,850 | 47,596 | 30,468     |         |          |         | 1,422  | 11,594 |

## A szépirodalomban
Bertha Bulcsu A kenguru című regényének főszereplője, Varjú István a Car and Driver autós magazinból kivágott Toyota Corolla-reklámot tartja egyik legbecsesebb kincsének, és természetesen ilyen autót szeretne, bár a történet elején megtudjuk, hogy Magyarországon még csak nem is látott Corollát. A könyv végén viszont éppen egy ilyen karambolozik előtte egy Wartburggal.

## Fordítás
Ez a szócikk részben vagy egészben  a   Toyota Corolla című angol Wikipédia-szócikk fordításán alapul.  Az eredeti cikk szerkesztőit annak laptörténete sorolja fel. Ez a jelzés csupán a megfogalmazás eredetét és a szerzői jogokat jelzi, nem szolgál a cikkben szereplő információk forrásmegjelöléseként.